# Список выпусков телепередачи «Криминальная Россия»
«Криминальная Россия. Современные хроники» («Криминальные хроники») — телевизионная передача, представлявшая собой цикл документальных фильмов о преступном мире СССР и России и работе следователей. Выходила на разных российских телеканалах с небольшими перерывами в трансляции с 24 июня 1995 по 25 ноября 2014 года. В общей сложности вышло 235 выпусков.
В передаче использовались как документальные кадры, так и реконструкция событий. Одной из запоминающихся особенностей передачи стал голос Сергея Полянского, озвучивавшего сериал с 1995 по 2002 год. В выпуске «Дневник оборотня» также звучит голос актёра Александра Ленькова, а в выпуске «12 отдел» — голос ветерана 12 отдела уголовного розыска Санкт-Петербурга, полковника милиции Евгения Феоктистова. В период с 2002 по 2007 год передачу озвучивал Александр Клюквин. Многим телезрителям также запомнилась музыка композитора Игоря Назарука, которой начинался и заканчивался каждый выпуск программы.
В ноябре 2009 года на «Первом канале» был запущен аналогичный проект — «Криминальные хроники». По формату он практически полностью повторяет «Криминальную Россию». Изменены лишь титры и название. Текст читают Александр Клюквин, Сергей Чонишвили и Никита Прозоровский.
С апреля по ноябрь 2014 года программа шла на телеканале «ТВ Центр» под названием «Криминальная Россия. Развязка». Принципиальным отличием этой версии от всех предыдущих стало наличие в кадре ведущего — Игоря Вознесенского, в 1990-х годах стоявшего у истоков создания «Криминальной России».

## Выпуски телепередачи «Криминальная Россия»

### Выпуски, выходившие на телеканале НТВ

#### 1995 год
| Название выпуска | Дата выхода     | Количество серий |
| --- | --------------- | ---------------- |
| «Дело Мурылёва. Смерть за квартиры» | 24 июня 1995    | 1                |
| 30 июля 1993 года случайные прохожие обнаружили в реке Москва у Ростовской набережной труп неизвестного мужчины. Смерть его наступила от проникающего ранения в область сердца. Личность убитого установить не удалось. 23 августа 1993 года в лесополосе в районе Минского шоссе был обнаружен ещё один труп мужчины, убитого выстрелом в затылок. Эти две находки имели самое непосредственное отношение друг к другу. Вскоре по Москве прокатилась серия убийств одиноких владельцев квартир. Эти убийства были совершены внештатным корреспондентом ряда столичных печатных изданий Александром Мурылёвым. |                 |                  |
| «Дело Чайки. Операция „Шуба“» | 15 октября 1995 | 1                |
| 31 января 1994 года жильцы одного из домов по 3-й Фрунзенской улице Москвы обнаружили в лифте своего подъезда труп женщины, убитой ударами ножа. Вскоре в Москве было совершено ещё несколько подобных убийств. Их объединяли два обстоятельства: корыстный мотив и одежда женщин — они все были одеты в шубы. Вскоре серийный убийца был задержан. Им оказался украинец-гастарбайтер Александр Чайка. |                 |                  |
| «Дело химиков. Наркотик „Белый китаец“» | 22 октября 1995 | 1                |
| Осенью 1991 года среди московских наркоманов началась паника: появился новый наркотик, который после второй-третьей инъекции гарантированно вызывал зависимость, порой даже с лёгкостью убивая свои жертвы. Наркодельцы окрестили его «Крокодилом», или «Белым китайцем». Во время расследования массовой смертности наркоманов сотрудники милиции вышли на след талантливых студентов-химиков — победителей Международной химической олимпиады Фёдора Алексеева и его однокурсника Рината Мивтахова. Вскоре были задержаны и их сообщники. Тем не менее, говорить об окончательной победе над «Белым китайцем» после ареста его создателей и распространителей было очень рано.                                                                      |                 |                  |
| «Дело браконьеров. Маленькая война за икру» | 26 октября 1995 | 1                |
| В попытке положить конец безрассудному браконьерству в отношении рыбы осетровых пород на реке Волга в 1994 году МВД России проводит крупномасштабную операцию «Путина», в результате которой были задержаны многие браконьеры. |                 |                  |
| «Дело Головкина. Удав» | 29 октября 1995 | 1                |
| В 1984 году неизвестный мужчина совершил нападение с попыткой убийства на мальчика в пионерском лагере. Мальчик остался жив, но он стал единственным, кому повезло. Спустя два года в Московской области стали исчезать мальчики. Вся Москва боялась таинственного маньяка по кличке «Фишер». Когда в 1992 году его арестовали, выяснилось, что на счету зоотехника Московского конного завода № 1 Сергея Головкина 11 зверски убитых детей. В 1994 году Головкин был приговорён к смертной казни, и на момент съёмки он находился в камере смертников (в 1996 году приговор приведут в исполнение). |                 |                  |
| «Дело Култашева. Оборотень» | 5 ноября 1995   | 1                |
| В начале октября 1994 года в УВД города Ижевска поступила информация о том, что Борис Култашев собирается совершить тройное заказное убийство. За ним было установлено скрытое наблюдение. Вскоре выяснилось, что действующий сотрудник удмуртского ОМОНа Култашев был зятем полковника милиции, заместителя министра внутренних дел республики Удмуртия Николая Перевощикова. 8 октября 1994 года в милицию позвонил лично Борис Култашев и сообщил, что вся его семья расстреляна четырьмя бандитами. Вскоре выяснилось: на Култашева совершили нападение его же собственные соучастники по банде. В течение нескольких месяцев все они были арестованы.                                                                                            |                 |                  |
| «Дело Мадуева. Приговорённый всеми» | 12 ноября 1995  | 1                |
| 4 января 1989 года находящийся в состоянии алкогольного опьянения первый секретарь райкома КПСС одного из сибирских городов был ограблен. Он запомнил двух грабителей. Следом подобные нападения, иногда даже с убийствами, прокатились по всему Советскому Союзу. Преступления фиксировались в Астрахани, Ростове-на-Дону, Ташкенте, Ленинграде, Москве. 14 февраля 1990 года на железнодорожном вокзале Ташкента был задержан Сергей Мадуев, которого опознали как исполнителя всех преступлений. Вскоре он неудачно попытался бежать из тюрьмы «Кресты», обольстив женщину-следователя прокуратуры. В 1995 году налётчика и убийцу Сергея Мадуева приговорили к смертной казни (впоследствии приговор был заменён на пожизненное лишение свободы). |                 |                  |
| «Дело Корякина. Прирождённые убийцы» | 19 ноября 1995  | 1                |
| Вечером 14 января 1993 года в УВД города Кашира поступило сообщение о жестоком убийстве четырёх человек. Нападение производилось с целью ограбления. Как выяснилось, это было далеко не первое за последние месяцы подобное преступление. Вскоре после совершения жестокого убийства в соседнем селе были задержаны трое человек — Станислав Смеян, Виктор Корякин и Елена Ларичева. Именно они и совершили все убийства. Впоследствии Смеян повесился в СИЗО, Ларичева была приговорена к 8,5 годам лишения свободы, а Корякин — к смертной казни. |                 |                  |
| «Дело Ряховского. Молчание ягнят (русский вариант)» | 26 ноября 1995  | 1                |
| В середине 1988 года в Подольском районе Московской области была убита 70-летняя женщина. Спустя полгода, 2 января 1989 года в Балашихинском районе был зверски убит подросток, ушедший незадолго до своей гибели на лыжную прогулку. В последующие четыре года вся милиция Московской области безуспешно искала серийного убийцу. 13 апреля 1993 года неподалёку от места одного из убийств был арестован Сергей Ряховский, который, как впоследствии выяснилось, совершил 19 жестоких убийств. В 1995 году суд приговорил его к смертной казни (впоследствии приговор был заменён на пожизненное лишение свободы). |                 |                  |
| «Свердловское дело. Сатрапы» | 2 декабря 1995  | 1                |
| В 1991 году из Ташкента во Владивосток уехал коммерсант Максим Дасов, который намеревался дёшево купить японский автомобиль. Однако спустя месяц его тело было обнаружено в реке около города Артём. Следы этого преступления вели на Урал, в Свердловск. В то время там бушевала криминальная война между группировками Овчинникова и Трифонова. В том же году бандиты были арестованы и впоследствии приговорены к различным срокам лишения свободы. |                 |                  |
| «Дело Ларионова. Кровавый передел» | 9 декабря 1995  | 1                |
| В конце декабря 1993 года на имя начальника УВД города Владивостока поступило заявление о пропаже двух работников охранного кооператива «Румас». Вскоре выяснилось, что бесследно исчезли, по меньшей мере, ещё шесть сотрудников того же кооператива. 15 января 1994 года был арестован директор кооператива «Румас» Сергей Ларионов, который являлся организатором и лидером организованной преступной группировки, на счету которой 17 убийств. |                 |                  |
| «Дело контрабандистов. Иконы из России» | 16 декабря 1995 | 1                |
| В декабре 1993 года в Берлине был убит бывший гражданин СССР Виктор Ляховский. По оперативным данным, он был организатором неудачной попытки провоза через российскую границу крупной партии контрабандных икон. Его сообщники в России были арестованы, но сам Ляховский бежал за границу и, по-видимому, был уничтожен кредиторами, с которыми не смог расплатиться. |                 |                  |
| «Неоконченная война» | 23 декабря 1995 | 1                |
| В этой серии рассказывается о работе отдела по борьбе с захватом заложников. Один из сотрудников этого отдела рассказывает о непростой борьбе с подобными преступлениями. |                 |                  |

#### 1997 год
| Название выпуска | Дата выхода         | Количество серий |
| --- | ------------------- | ---------------- |
| «Синдикат убийц» | 12 января 1997      | 1                |
| 21 июля 1994 года в Москве на Ленинском проспекте прогремел взрыв. В результате взрыва погиб лидер Новокузнецкой организованной преступной группировки Владимир Лабоцкий. Как установила экспертиза, взрывное устройство находилось на его теле. Вскоре в группировке началась борьба за лидерство, в результате которой погибли как минимум три человека, а остальные во главе с Игорем Барыбиным (Шкабарой) были арестованы. |                     |                  |
| «По следу Сатаны» | 18 и 19 января 1997 | 2                |
| 22 декабря 1978 года под пешеходным мостом в городе Шахты Ростовской области был обнаружен труп девочки. За её убийство был осуждён и расстрелян местный житель Александр Кравченко. Спустя три года в Ростове-на-Дону и Ростовской области началась серия зверских убийств, которая длилась ещё девять лет. В ноябре 1990 года на железнодорожной станции под Ростовом сотрудник милиции остановил для проверки документов подозрительного мужчину — Андрея Чикатило, который уже не раз попадал в поле зрения милиции в ходе расследования серии убийств. За ним было установлено наблюдение. Вскоре Чикатило задержали, и он признался в совершении 53 убийств на протяжении 12 лет. В 1992 году суд приговорил его к смертной казни, приговор был приведён в исполнение в 1994 году. |                     |                  |
| «Курганский Терминатор» | 25 января 1997      | 1                |
| 22 июля 1993 года на Олимпийском проспекте Москвы произошла перестрелка, в результате которой погиб криминальный авторитет Валерий Длугач по кличке «Глобус». В январе 1994 года был убит его ближайший друг Владислав Ваннер по кличке «Бобон». В то же время в Москве произошёл ряд убийств криминальных авторитетов и воров в законе, схожих по почерку. В октябре 1994 года на Петровско-Разумовском рынке в результате продолжительной перестрелки, жертвами которой стали три милиционера и охранник рынка, был задержан киллер Александр Солоник. Убийца охотно давал показания, но 5 июля 1995 года он сбежал из СИЗО «Матросская тишина». |                     |                  |
| «Афера» | 26 января 1997      | 1                |
| В конце марта 1992 года у здания ГУВД Москвы на Петровке, 38, во время досмотра были обнаружены мешки с деньгами. На следующий день владелец этих денег, чеченец по национальности, явился в милицию и потребовал вернуть ему деньги. В результате расследования была вскрыта крупная мошенническая сеть, укравшая из Центрального банка России порядка 5 миллионов долларов. Первое дело о фальшивых авизо, дошедшее до суда, было судебным процессом над Лом-Али Гайтукаевым, который был приговорён к 7 годам лишения свободы. |                     |                  |
| «Ложный курьер» | 1 февраля 1997      | 1                |
| 24 февраля 1994 года в Москве на станции метро Бибирево был задержан наркокурьер с расфасованной партией метадона. В результате разработки была вскрыта крупная междугородняя организация, возглавляемая вором в законе Павлом Захаровым, он же «Паша Цируль». В 1997 году Захаров умер в СИЗО, а остальные его соучастники были осуждены. |                     |                  |
| «Дело „Вэпса“. Вся бандитская власть» | 8 февраля 1997      | 1                |
| В марте 1994 года в Находке была арестована большая часть крупной организованной преступной группировки Андрея Вытирайлова по кличке «Вэпс». В течение двух лет группировка практически полностью контролировала город, вела кровопролитную войну с чеченской группировкой Находки. Были убиты десятки человек, но в итоге группировку удалось обезвредить. Самому Вытирайлову удалось скрыться, и на момент съёмок серии он ещё был в федеральном розыске. |                     |                  |

#### 1998 год
| Название выпуска | Дата выхода        | Количество серий |
| --- | ------------------ | ---------------- |
| «Кооператив „Узник“» | 15 марта 1998      | 1                |
| 21 июля 1995 года в районном суде города Вятские Поляны Кировской области должно было состояться заседание. Но одна из обвиняемых, 36-летняя Татьяна Козикова, находившаяся под подпиской о невыезде, не явилась. Мать пропавшей рассказала, что не видела дочь уже неделю. Поиски ни к чему не привели. Спустя некоторое время бесследно исчезли ещё несколько человек. 21 июля 1997 года в милицию пришла одна из пропавших и заявила, что Александр Комин уже более двух лет удерживает в подвале своего гаража несколько человек. В тот же день его арестовали. Как выяснилось, четырёх из пропавших он уже убил, а остальным троим удалось спастись. |                    |                  |
| «Поцелуй Иуды» | 22 марта 1998      | 1                |
| В октябре 1994 года на окраине Москвы в районе улицы Зорге был обнаружен труп женщины. Убитую опознали как подругу известного московского криминального авторитета Леонида Завадского по прозвищу «Лёнчик». Он стал первым подозреваемым, но вскоре выяснилось, что в тот же день на территории Введенского кладбища Завадский был убит. Как впоследствии выяснилось, Лёнчика и его подругу убил ближайший помощник Завадского — Сергей Мамсуров. 7 апреля 1995 года Мамсурова убили во время задержания. |                    |                  |
| «Неистовый налётчик» | 29 марта 1998      | 1                |
| Летом-осенью 1993 года по Москве прокатилась волна разбойных нападений на магазины «Свет». Бандиты вели себя дерзко, лица под масками не прятали, скорее, даже наоборот, старались, чтобы их запомнили. На месте преступления они оставляли стреляные гильзы. Налётчик вскоре был опознан как Валерий Воловик, известный прибалтийский грабитель. Вскоре в Москве появился «офицер-оборотень», проникавший в квартиры и грабивший их. По приметам было установлено, что и это дело рук Воловика. В октябре 1993 года в торговом центре «Лубянский» разыгралось кровавое побоище — два охранника были убиты. Также бандиты убили ещё двух человек во время предыдущих преступлений. Вскоре банда была задержана при попытке продать похищенные вещи. Главарём оказался не Воловик, а весьма похожий на него Михаил Устинович. Суд приговорил его к смертной казни (впоследствии приговор был заменён на пожизненное лишение свободы). |                    |                  |
| «Убить по-русски» | 5 и 12 апреля 1998 | 2                |
| 27 февраля 1995 года в полицию пригорода Парижа Лувесьенна позвонил 16-летний Алексей Полевой, который заявил, что вся его семья убита. На месте преступления было обнаружено шесть трупов. Убитыми оказались отец Алексея Полевого Евгений, его новая жена, её родители и двое приятелей Евгения. На следующий день Алексей признался в совершении убийства. Спустя несколько лет он был приговорён к 8 годам лишения свободы. Однако многие до сих пор не верят в виновность Полевого-младшего. |                    |                  |
| «Марки из Голландии» | 19 апреля 1998     | 1                |
| Осенью 1993 года в поле зрения правоохранительных органов попал гражданин Польши Михалек Войчек. Его подозревали в контрабанде наркотиков на территорию России. Как выяснилось, Войчек провозил в Россию, помимо прочих видов наркотиков, и ранее неизвестный в России ЛСД под видом почтовых марок. Впоследствии Войчек и его российские наркокурьеры были задержаны. |                    |                  |
| «Смерть у обочины» | 26 апреля 1998     | 1                |
| Весной 1993 года в Балашихинском районе Московской области в районе озера Бисерово было обнаружено два трупа водителей-дальнобойщиков. Спустя некоторое время в тех же местах трупы дальнобойщиков стали находить всё чаще и чаще. Вскоре на 38-м километре Горьковского шоссе была остановлена находящаяся в розыске машина. Её перегонщик назвал тех, кто поручил ему перевезти её. Так была задержана банда из шести человек во главе с Андреем Сохиным, которая совершила 13 убийств. Трое из шести членов банды были приговорены к смертной казни (впоследствии приговор был заменён на пожизненное лишение свободы). |                    |                  |
| «Троих надо убрать» | 3 мая 1998         | 1                |
| 18 августа 1994 года к директору одного из лесных хозяйств Калининградской области Александру Алексееву обратились польские бизнесмены Мечислав Ковалевски, Мирослав Вильк и Анджей Данилович. Они успешно провели переговоры о закупке партии леса и выплатили аванс. Но вскоре Алексеев был уволен со своего поста. Чтобы не отдавать деньги, он заманил всех троих поляков в лес и убил их. Спустя некоторое время Алексеев был изобличён. В 1996 году суд приговорил его к смертной казни (впоследствии приговор был заменён на пожизненное лишение свободы). |                    |                  |
| «Волки по партии» | 10 мая 1998        | 1                |
| 20 мая 1994 года сотрудники службы безопасности спорткомплекса «Олимпийский» обнаружили в одном из подсобных помещений самодельное взрывное устройство. Вскоре было обнаружено ещё одно. В тот день в «Олимпийском» проходил фестиваль «Евреи за Иисуса», что дало повод предположить о причастности к попытке теракта экстремистских элементов. В результате расследования было установлено, что на территории Тимирязевской сельскохозяйственной академии её охранниками была создана неонацистская организация «Вервольф». Зимой 1995 года суд приговорил лидера организации Игоря Пирожка к 5, а его сообщника Виктора Баранова, совершившего убийство, — к 9 годам лишения свободы. |                    |                  |
| «Охота на двойника» | 17 мая 1998        | 1                |
| 24 октября 1995 года на улице Северодвинской неизвестный насильник ограбил и изнасиловал двух 14-летних девочек. Пока шли опросы потерпевших, на соседней улице были изнасилованы ещё две девочки. Вскоре по городу прокатилась волна изнасилований школьниц. В ходе оперативных мероприятий было установлено, что преступления совершали два удивительно похожих человека, не знавших о существовании друг друга — Олег Косарев и Валерий Деев. На счету Косарева 108 изнасилованных детей, Деева — не менее 50. Оба были приговорены к 15 годам лишения свободы. |                    |                  |
| «Чёрный героин» | 24 мая 1998        | 1                |
| В декабре 1995 года в Москве в подъезде одного из домов по Новосибирской улице был обнаружен труп женщины без признаков насильственной смерти, а в её сумочке — пакетик с хорошо очищенным героином. В квартире, куда приходила женщина, оказалось ещё больше героина. Как выяснилось впоследствии, героин провозили в Россию представители нигерийской наркомафии. В результате спецоперации были задержаны и нигерийские, и российские наркоторговцы. |                    |                  |
| «Тайна Невского лесопарка» | 27 сентября 1998   | 1                |
| 21 ноября 1991 года рабочий Невского лесопарка, расположенного на окраине Санкт-Петербурга, обнаружил труп девушки. Тело сильно разложилось, однако было опознано. Смерть потерпевшей была признана результатом несчастного случая. В течение долгих пяти лет в Невском лесопарке происходили убийства. Серийным убийцей оказался сотрудник петербургской милиции Павел Шувалов. Суд приговорил его к смертной казни, заменённой на пожизненное лишение свободы. |                    |                  |
| «Гангстеры и филантропы» | 4 октября 1998     | 1                |
| 20 июня 1993 года в УФСК по Санкт-Петербургу и Ленинградской области пришла информация о краже с Волгоградского рыбокомбината 45 тысяч банок чёрной икры. Грузовик с икрой был задержан на таможенном посту в области, однако в результате вмешательства коррумпированного таможенного начальства был пропущен за границу. Однако оперативным путём было установлено, что контрабандой руководил вице-мэр Санкт-Петербурга Лев Савенков. Вскоре Савенков был арестован за попытку контрабанды осмия, который получил в домашней лаборатории известный учёный-самородок Виктор Петрик. 20 июня 1997 года Савенков был приговорён к 5 годам лишения свободы. |                    |                  |
| «Великолукские. От рассвета до заката» | 11 октября 1998    | 1                |
| В 1996 году перестала существовать самая могущественная и авторитетная группировка Санкт-Петербурга, почти в течение десятилетия определявшая его криминальную жизнь — Великолукская. Основателями группировки были братья Николай и Виктор Гавриленковы, уроженцы Великих Лук. Именно из «великолукской» бригады впоследствии выделилась знаменитая Тамбовская ОПГ. В 1995 году был убит Николай Гавриленков, а в 1996 году из России в Испанию надолго уехал Виктор. |                    |                  |
| «Убийца по объявлению» | 14 октября 1998    | 1                |
| 26 июля 1996 года в Кировском районе Санкт-Петербурга было совершено двойное убийство. Погибшими оказались женщина и её взрослая дочь. Как позже выяснилось, убийство «заказал» муж дочери Леонид Андронов. Исполнителя Дмитрия Кашницкого он нашёл через газетное объявление. Суд приговорил Андронова к 15 годам лишения свободы, а Кашницкого признали невменяемым. |                    |                  |
| «Последним не будет» | 2 ноября 1998      | 1                |
| 4 июля 1997 года в одно из отделений милиции Южного Административного округа Москвы поступило заявление об исчезновении подростка. Затем в том же районе пропали ещё несколько подростков. Вскоре в Борисовских прудах был выловлен труп одного из них. Серийным убийцей оказался ранее неоднократно судимый безработный Владимир Кузьмин. |                    |                  |
| «Брянские волки» | 3 ноября 1998      | 1                |
| 10 апреля 1997 года недалеко от украинской станции Шалимовка, расположенной на границе с Брянской областью, был найден труп женщины. Её видели в компании двух мужчин. Затем в Брянской области были ограблены несколько магазинов и богатых домов. Вскоре бандиты были вычислены. Ими оказались ранее неоднократно судимые Григорий Жукунов и Константин Бакин. Но схватить сразу их не удалось. Спустя некоторое время они убили ещё четырёх человек. Во время нападения на очередной дом бандиты встретили серьёзный отпор. Жукунов был убит, а Бакин — арестован. |                    |                  |
| «Поддельники» | 6 ноября 1998      | 1                |
| В мае 1992 года к одной из сотрудниц Государственного Русского музея в Санкт-Петербурге обратился частный коллекционер с просьбой подтвердить подлинность рисунка русского художника, оценённого в 500 тысяч долларов. Как выяснилось, рисунок был создан известным художником-авангардистом Павлом Филоновым и хранился в Русском музее. Вскоре пропали ещё несколько рисунков Филонова и Маковского. В результате долгой оперативной разработки были задержаны сотрудница музея Татьяна Король и организатор похищений Моисей Поташинский. 5 февраля 1997 года суд приговорил Король и Поташинского к 6 и 8 годам лишения свободы соответственно. |                    |                  |

#### 1999 год
| Название выпуска | Дата выхода                | Количество серий |
| --- | -------------------------- | ---------------- |
| «Убийство депутата Скорочкина» | 5 января 1999              | 1                |
| 2 февраля 1995 года в Зарайске был похищен и вскоре обнаружен убитым депутат Государственной Думы России Сергей Скорочкин. В результате расследования этого уголовного дела были арестованы заказчик и исполнители, но лишь двое были признаны виновными и осуждены за похищение человека, повлёкшее смерть. |                            |                  |
| «Схватка на Гончарной» | 5 февраля 1999             | 1                |
| 31 июля 1997 года в службу вневедомственной охраны Москвы поступило сообщение о вооружённом нападении на склад фирмы на улице Гончарной. Прибывшие на место сотрудники милиции открыли по бандитам огонь. В результате завязавшейся перестрелки погибли трое милиционеров. Бандитам удалось уйти, но вскоре они были задержаны. |                            |                  |
| «Ошибка киллера» | 12 февраля 1999            | 1                |
| 30 марта 1994 года на лестничной площадке одной из многоэтажек по улице Типанова в Санкт-Петербурге был убит крупный бизнесмен Вячеслав Дмитриев. Расследование этого дела поначалу казалось безнадёжным, но вскоре были арестованы изготовители орудия убийства, в том числе Садецкий, который лично передал киллеру оружие. Следом были арестованы киллер Эсмедляев, посредник Лукин по кличке Киборг и заказчик убийства Рязанов. В марте 1998 года суд приговорил Садецкого к 9 годам лишения свободы, Лукина и Рязанова — к 10, Эсмедляева — к 13. |                            |                  |
| «Как украсть миллиард» | 19 февраля 1999            | 1                |
| В конце февраля 1995 года одна из сотрудниц Российского Государственного исторического архива Санкт-Петербурга обнаружила, что в одном из фондов отсутствует большое количество документов высокой степени ценности. Вскоре некоторые из этих документов были обнаружены в немецком магазине антиквариата. Продавец был задержан. Им оказался Владимир Файнберг — частный коллекционер и бизнесмен. С ним вместе были арестованы сотрудник охраны архива Беспамятнов и компаньон Файнберга Зайцев. Впоследствии Файнберг бежал в Израиль, а Беспамятнов и Зайцев были приговорены к 9 и 11 дам лишения свободы соответственно с возмещением архиву ущерба в размере 18 миллионов долларов.                                                     |                            |                  |
| «Конопляный рейс» | 26 февраля 1999            | 1                |
| В сентябре 1997 года в авиаполку, обслуживающем космодром Байконур, произошёл необычный случай — борттехник самолёта капитан Куаныш Аксакалов проиграл в карты около двух тысяч долларов. В те годы офицеры месяцами не получали денежного довольствия, поэтому это привлекло внимание Особого отдела ФСБ по российским войскам в Казахстане. Проверка установила: Аксакалов с сослуживцами наладили контрабанду конопли на территорию России. |                            |                  |
| «Побег из „Крестов“» | 5 и 12 марта 1999          | 2                |
| 23 февраля 1992 года из СИЗО «Кресты» в Санкт-Петербурге попытались бежать семь преступников — Перепёлкин, Шапранов, Зеленов, Королёв, Фёдоров, Зиновьев и Уткин. Когда им это не удалось, они взяли в заложники двух контролёров и стали диктовать свои условия руководству тюрьмы. В результате спецоперации Шапранов, Зеленов и Фёдоров были убиты, а остальные преступники были осуждены в 1995 году: Королёв — к 15 годам лишения свободы, Зиновьев — к 13, Уткин — к 6, а Перепёлкин — к смертной казни, заменённой на пожизненное лишение свободы. |                            |                  |
| «Спасти любой ценой» | 19 и 26 марта 1999         | 2                |
| 23 декабря 1993 года в Ростове-на-Дону вооружённые преступники в масках взяли в заложники 15 детей и учительницу. Они потребовали 10 миллионов долларов и вертолёт для вылета из города. В результате нескольких дней переговоров бандиты освободили многих детей. Им удалось получить деньги и улететь, но они ошиблись в координатах и приземлились не там, где рассчитывали, а в районе Махачкалы. Там бандиты были арестованы. Их лидером был ранее судимый Муса Алмамедов. Суд приговорил его к смертной казни, заменённой на 15 лет лишения свободы. |                            |                  |
| «Погоня за призраками» | 2 и 9 апреля 1999          | 2                |
| Начиная с зимы 1994 года, по Москве прокатилась волна преступлений. Бандиты врывались в квартиры, на дачи, парикмахерские, общественный транспорт, грабили находившихся там людей, насиловали женщин и оставляли на лицах жертв крестообразные шрамы. Более года спустя сотрудникам уголовного розыска удалось выйти на след преступников. Ими оказались Ахмет Рахметов и Лилия Верба. Суд приговорил их к 15 и 8 годам лишения свободы соответственно. |                            |                  |
| «Деревенский киллер» | 16 апреля 1999             | 1                |
| В ноябре 1996 года за квартирные кражи была задержана банда Юрия Жуликова. В ходе расследования её деятельности было выяснено, что Жуликов непосредственно причастен к убийству директора звукозаписывающей фирмы «ЗеКо Рекордс» Кирилла Зеленова. Вскоре были арестованы киллер Василий Силушин и заказчик, совладелец «ЗеКо Рекордс» Владимир Козлов. |                            |                  |
| «Особенности национальной разборки» | 14 и 21 мая 1999           | 2                |
| 21 января 1994 года в районе посёлка Каменка Ленинградской области был обнаружен сгоревший микроавтобус с десятью трупами внутри. Убитыми оказались девять сотрудников АОЗТ «Молодёжный центр», которые поехали в тот день вызволять похищенный бандитами автомобиль одного из их коллег, и неизвестный, личность которого так и не удалось установить. В результате розыскных мероприятий были задержаны сотрудники фирмы «Беркут» во главе с её директором Сергеем Беловым. Он заявил, что убивали не они, а их криминальная «крыша» — группировка, контролировавшая Финляндский вокзал, во главе с Кириллом Барановым и Романом Кораблёвым. Все они были задержаны. Суд приговорил Белова, Кораблёва и Баранова к 15 годам лишения свободы. |                            |                  |
| «Неуловимый взломщик» | 10 и 17 сентября 1999      | 2                |
| В мае 1994 года сотрудники «Метрополитен-банка» в Нью-Йорке обнаружили массовые случаи исчезновения денег со счетов их клиентов. Деньги переводились в банки США, Израиля, Голландии, Люксембурга. В результате совместных операций спецслужб этих стран получатели денег были задержаны. Все они были гражданами России, и у всех были заказаны билеты до Санкт-Петербурга. В результате контактов с российскими спецслужбами было установлено имя хакера-гения, который улетел в Европу, где и был задержан. Суд приговорил его к 3 годам лишения свободы. |                            |                  |
| «Люберецкий изувер» | 24 сентября 1999           | 1                |
| 22 августа 1997 года в ОВД Измайлово позвонила пожилая женщина, которая сообщила, что похищен её сын и ограблена квартира. Вскоре её сын был обнаружен мёртвым. Спустя некоторое время произошли ещё несколько убийств. По подозрению в их совершении был задержан Николай Капущу, а также несколько его сообщников. Они во всём признались, но Капущу до суда не дожил — он умер от туберкулёза. |                            |                  |
| «Похищение „Страдивари“» | 1 октября 1999             | 1                |
| 25 мая 1996 года из Государственного Центрального музея музыкальной культуры имени М. И. Глинки была похищена уникальная скрипка работы Антонио Страдивари. Вскоре за скрипку потребовали выкуп в три миллиона немецких марок. В результате расследования были задержаны бывшие курсанты Кремлёвского военного училища Григорьев и Шайдуров. Военный трибунал приговорил их к 8 и 7 годам лишения свободы соответственно. |                            |                  |
| «Овечкины: никто не хотел убивать» | 10 октября 1999            | 2                |
| 8 марта 1988 года семь братьев с окраины Иркутска захватили самолёт с целью вырваться из СССР. Спецоперация, проведённая спецслужбами, оказалась неудачной. Старшие братья и их мать покончили с собой, подорвав самолёт. Ещё двоё членов семьи Овечкиных были осуждёны. |                            |                  |
| «Операция „Ловушка“» | 22 октября 1999            | 1                |
| Только за 9 месяцев 1999 года в Санкт-Петербурге были разоблачены 153 преступных группы, занимавшихся угоном автотранспорта. Ввиду особой сложности в расследовании подобных преступлений разрабатывались специальные операции. Одна из таких операций под кодовым названием «Ловушка» привела к задержанию очередной банды автоугонщиков. |                            |                  |
| «Двойное убийство» | 29 октября 1999            | 1                |
| 25 января 1995 года возле своего кабинета двумя выстрелами из пистолета был убит генеральный директор АО «Московский вентиляторный завод» Александр Миронов. Главным подозреваемым в заказе убийства стал его заместитель — Вячеслав Ваксман. Ваксмана было решено арестовать, однако вскоре он бесследно исчез и 3 апреля 1997 года был обнаружен убитым в багажнике своей машины. В процессе следствия выяснилось, что Миронова убил его заместитель по кадрам Михаил Прошин, и Ваксмана «заказал» он же. 31 мая 1999 года суд приговорил Прошина к 25 годам лишения свободы, а исполнителей убийства Ваксмана — Зандера и Горелкина — к 15 и 8 годам.                                                                                       |                            |                  |
| «Операция Клофелин» | 5 ноября 1999              | 1                |
| В 1990-е годы проституция в городах России породила ряд новых видов преступлений. Одним из них является кража денег и ценностей у клиента проститутками после подливания в спиртное клофелина. Одна из операций правоохранительных органов привела к задержанию ещё нескольких группировок клофелинщиц. |                            |                  |
| «Возвращение Терминатора» | 12 и 19 ноября 1999        | 2                |
| 5 июля 1995 года из СИЗО «Матросская тишина» бежал знаменитый киллер Александр Солоник. Поиски его к успеху не привели. Вскоре по Москве пронеслась очередная серия громких заказных убийств. Так, в октябре 1995 года был расстрелян лидер Коптевской ОПГ Александр Наумов («Наум-старший»). Убийца был редким профессионалом, что позволило приписать это убийство Солонику. Его искали по всей России, но тот бежал в Грецию, где в феврале 1997 года был убит. Заказчиками его убийств были лидеры Курганской ОПГ — Колигов, Нелюбин и Игнатов. Нелюбин был убит, Колигов сел на 8 лет, а Игнатова так и не нашли. |                            |                  |
| «В сетях дьявола» | 26 ноября и 3 декабря 1999 | 2                |
| Летом 1998 года в Москве были совершены несколько зверских убийств. Одним из подозреваемых по этому делу оказался директор частного детского дома. Спустя некоторое время он был задержан. Доказательств его причастности к серии убийств не было найдено, но его признали виновным в растлении своих воспитанников, создании оккультной секты и попытке организовать похищение и убийство сына гражданки Франции, спонсировавшей детский дом и усомнившейся в правильном расходовании поступавших средств. Судебно-психиатрическая экспертиза признала подсудимого невменяемым и направила на принудительное лечение. |                            |                  |
| «10 отдел» | 10 декабря 1999            | 1                |
| Только за 9 месяцев 1999 года в Петербурге было совершено 343 грабежа и разбойных нападения. Предметами посягательств бандитов стали деньги, товарные и другие материальные ценности. Расследованием грабежей и разбоев занимается Десятый отдел Уголовного розыска Санкт-Петербурга. Одна из операций по обезвреживанию банды грабителей легла в основу этой серии. |                            |                  |
| «Роковая коллекция» | 17 и 24 декабря 1999       | 2                |
| 27 июля 1990 года была ограблена квартира известного советского коллекционера Виктора Магидса. Преступники унесли самые ценные вещи из его коллекции. В течение шести лет их находили по разным уголкам мира. В 1996 году налётчики были осуждены, но суда Магидс так и не дождался. |                            |                  |

#### 2000 год
| Название выпуска | Дата выхода               | Количество серий |
| --- | ------------------------- | ---------------- |
| «Сибирский потрошитель» | 4 и 11 февраля 2000       | 2                |
| В начале июня 1996 года в Новокузнецке в реке Аба начали вылавливать расчленённые тела детей. За короткое время число жертв неизвестного потрошителя перевалило за десяток. Вскоре в Тольятти произошла подобная серия убийств. За её совершение был арестован Олег Рыльков. Но он оказался непричастным к убийствам в Новокузнецке. В результате долгих поисков был арестован Александр Спесивцев. В своей квартире он убил и расчленил, по меньшей мере, 19 жертв, а его мать выносила останки в мусорных вёдрах и выбрасывала в реку. Суд приговорил её к 15 годам лишения свободы, а Спесивцева отправили на принудительное лечение.                                      |                           |                  |
| «12 отдел» | 18 февраля 2000           | 1                |
| Только за 1998 год в Петербурге было совершено около 120 преступлений, связанных с хищениями художественных и культурных ценностей. Расследование этих преступлений весьма сложное, иногда для него необходимы годы. В основу серии положена спецоперация Двенадцатого отдела Уголовного розыска Санкт-Петербурга по обезвреживанию банды, занимавшейся преступлениями в сфере оборота антиквариата. |                           |                  |
| «Заложники „чёрного золота“» | 25 февраля и 3 марта 2000 | 2                |
| В ночь на 9 января 1996 года боевики Салмана Радуева и Хункара Исрапилова в количестве 250 человек беспрепятственно перешли границу Чечни и Дагестана и нанесли удар по вертолётной базе федеральных войск вблизи города Кизляр. Получив отпор, банда захватила городскую больницу, куда согнала более 2 тысяч человек. После долгих переговоров Радуев и Исрапилов согласились уйти в Чечню, однако на обратной дороге они захватили село Первомайское на границе Дагестана и Чечни. 16 января село было штурмом взято. В результате теракта погибло 15 заложников и 29 военнослужащих. Радуев и Исрапилов сумели бежать. Спустя полгода уголовное дело было приостановлено. |                           |                  |
| «Операция „Таджик“» | 10 марта 2000             | 1                |
| Санкт-Петербург в 1990-е годы стал неофициальной столицей российской наркомании. По некоторым оценкам, петербургские наркоманы принимали в то время около 100 килограммов различных наркотиков, большую долю которых занимают героин и кокаин, в сутки. Только 7 % наркоманов избавлялись от наркозависимости, остальные же умирали. Но наркодельцы продолжали получать огромные деньги, порядка 10 миллиардов долларов в год. Одна из операций правоохранительных органов привела к обезвреживанию ряда таджикских группировок, занимавшихся торговлей наркотиками. |                           |                  |
| «Бешеное золото» | 17 и 24 марта 2000        | 2                |
| В 1992 году в Касимове Рязанской области начали исчезать люди. Некоторых из них находили в лесах со следами пыток. По ночам на окраинах города зазвучали выстрелы. Многие связывали эти криминальные разборки с местным золотоперерабатывающим заводом. Хищения с него угрожали экономической безопасности России. В результате многолетних операций было арестовано и отдано под суд 55 военнослужащих из охраны завода, 126 бандитов, а также большое количество рабочих завода. В ходе следствия было изъято полмиллиона долларов и 210 килограммов драгоценных металлов.                                                                                                  |                           |                  |
| «Последний выстрел» | 31 марта 2000             | 1                |
| 29 мая 1998 года в ГУВД Санкт-Петербурга поступило сообщение: неизвестный инвалид-террорист захватил Петропавловский собор и собирается его взорвать. Он требует прямого эфира на радиостанцию «Балтика». На обезвреживание террориста был отправлен лучший снайпер петербургского ОМОНа Сергей Уваров, но узнав в террористе своего друга Артура Елисеева, он отказался стрелять в него. Елисеев всё равно был обезврежен и впоследствии приговорён к 3,5 годам лишения свободы. Уваров же уволился со службы. |                           |                  |
| «Автосервис на крови» | 7 апреля 2000             | 1                |
| 10 февраля 1998 года в ОВД Фили-Давыдково обратился Роберт Хигрин. Он сообщил, что пропал его сын Константин с женой Валерией. В тот день они собрались продавать автомобиль. Спустя некоторое время в разных районах города стали пропадать при таких же обстоятельствах другие люди. За несколько месяцев исчезло 11 человек. 22 апреля 1998 года были арестованы Евгений Нагорный и Сергей Ставицкий, которые признались в убийствах с целью завладения автотранспортом. Суд приговорил Нагорного к пожизненному лишению свободы, а Ставицкого отправили на принудительное лечение.                                                                                        |                           |                  |
| «ТТ для киллера» | 24 и 25 апреля 2000       | 2                |
| 5 декабря 1993 года был совершён вооружённый налёт на караульное помещение ВОХР станции Люблино Московской железной дороги. Погибло двое караульных, третий был ранен. Было похищено 50 пистолетов ТТ из оружейной комнаты. Во время расследования в коллектив ВОХР был внедрён оперативник. Как выяснилось, налёт организовал криминальный авторитет Байрамов, а исполнил его тот самый третий караульный — 58-летний Андрей Кирсанов. Впоследствии Кирсанов убил Байрамова. |                           |                  |
| «Охотники на маньяков» | 4 и 11 сентября 2000      | 2                |
| 21 февраля 1995 года на окраине города Шахты Ростовской области был найден труп 50-летней женщины. Вскоре по Ростовской области прокатилась волна убийств и грабежей. 1 мая 1995 года маньяк напал на женщину с дочерью. Девочке чудом удалось спастись. В тот же день маньяк был арестован в Сальске. Им оказался Владимир Муханкин. Суд приговорил его к смертной казни, заменённой на пожизненное лишение свободы. |                           |                  |
| «Чума» | 2 и 9 октября 2000        | 2                |
| Начиная с весны 1995 года, в Санкт-Петербурге стали происходить убийства валютных менял. По подозрению в убийстве одного из них был арестован майор Алексей Чумаченко, ранее принимавший участие в расследовании убийств валютчиков. Проведя под стражей в общей сложности почти год, он был выпущен на свободу, поскольку была доказана его невиновность, и продолжил расследование. За три года бандой было убито два десятка человек. При попытке задержания лидера банды Громова произошла перестрелка, в которой Чумаченко и Громов погибли. |                           |                  |
| «Месть чемпиона» | 16 октября 2000           | 1                |
| 25 августа 1996 года в городскую пожарную службу Москвы поступило сообщение о пожаре в ночном клубе в Ясенево. В результате пожара погибли 8 человек, 4 были госпитализированы, впоследствии из них скончались ещё 3, увеличив количеств жертв до 11 человек. Как выяснилось, поджог совершили бывший спортсмен Борис Рудин и ветеран горячих точек Валерий Никонов. Суд приговорил их к 15 и 14 годам лишения свободы соответственно. |                           |                  |
| «Братья по крови» | 23 и 30 октября 2000      | 2                |
| В начале лета 1997 года в Уфе появился маньяк, который насиловал детей и выкалывал им глаза. После второго покушения он был задержан. Им оказался Михаил Кожепаров. Однако когда он сидел в тюрьме, произошло ещё одно схожее преступление, на этот раз окончившееся убийством. Убийцей оказался родной брат Кожепарова Владимир, который совершил преступление, чтобы отвести подозрения от Михаила. Оба брата были приговорены к 25 годам лишения свободы. |                           |                  |
| «Банда неудачников» | 13 и 20 ноября 2000       | 2                |
| 12 декабря 1996 года в Ростове-на-Дону было совершено жестокое убийство женщины с целью её ограбления. Вскоре по городу и области прокатилась волна таких убийств. Жертвами бандитов стали даже криминальный авторитет Грибов и начальник Сызранского СИЗО полковник Бородин. Постепенно все члены банды были задержаны, в том числе главарь Дмитрий Ященко и его ближайший сподручный Дмитрий Головинов. Суд приговорил двух последних к пожизненному лишению свободы, а остальных — к различным срокам до 22 лет. |                           |                  |
| «Дневник оборотня» | 4 и 5 декабря 2000        | 2                |
| В 1973 году в Невинномысске бесследно исчез мальчик, спустя три года — ещё один. Расследование этих исчезновений привело к выявлению серийного убийцы, орудовавшего на протяжении нескольких десятилетий. Им оказался директор детского клуба «Чергид» Анатолий Сливко. Суд приговорил его к смертной казни, в 1989 году приговор был приведён в исполнение. |                           |                  |

#### 2001 год
| Название выпуска | Дата выхода                  | Количество серий |
| --- | ---------------------------- | ---------------- |
| «Берегись компаньона» | 22 и 23 января 2001          | 2                |
| 20 августа 1994 года в Железнодорожное РУВД города Архангельска обратилась женщина с заявлением о пропаже её сына Александра Харитоненко, куратора внешнеторговых связей известной в городе благотворительной организации НРПФ «Север». Спустя некоторое время был убит один из соучредителей «Севера» Юрий Кологреев. В результате расследования было выявлено, что эта компания — финансовая пирамида. Её директор Андрей Лёшечкин, а также убийцы Кологреева были арестованы. 15 января 1997 года Лёшечкин был приговорён к 6 годам лишения свободы, его соучастники — от 5 до 13 лет. |                              |                  |
| «Охота на слонов» | 12 и 13 февраля 2001         | 2                |
| 25 ноября 1993 года в Рязани в клубе завода «Рязсельмаш» произошла криминальная разборка, в результате которой погибли 8 и были ранены 9 членов Айрапетовской ОПГ. Единственными, кто мог организовать подобную акцию, была Слоновская ОПГ. Её лидерами были Вячеслав Ермолов и Николай Максимов. Впоследствии Максимов был убит, а Ермолов спустя несколько лет скрылся от преследования. Члены Слоновской ОПГ были осуждены. |                              |                  |
| «Доктор Смерть» | 28 сентября и 5 октября 2001 | 2                |
| Весной 2000 года в Санкт-Петербурге в своей квартире на Васильевском острове была убита бывшая прима-балерина Мариинского театра Елизавета Персова. Неизвестный сделал ей укол, после чего задушил капроновым чулком. Вскоре по городу прокатилась волна схожих по почерку нападений. В результате долгих поисковых мероприятий был задержан врач скорой помощи, который вскоре признался в совершении 12 убийств и более 50 ограблений. |                              |                  |
| «Домодедовский упырь» | 12 и 19 октября 2001         | 2                |
| В начале лета 1998 года по Домодедовскому району Московской области прокатилась волна разбойных нападений и убийств. Вскоре подобные преступления участились в Москве и Видном. В результате поисков был арестован гастарбайтер Ион Продан, который признался в совершении 5 убийств и 58 нападений. Суд приговорил его к 25 годам лишения свободы. |                              |                  |
| «Убийственная страсть» | 2 и 9 ноября 2001            | 2                |
| В июне 1997 года в Санкт-Петербурге в подъезде дома по Большой Пушкарской улице был обнаружен труп бизнесмена Александра Скворцова. Вскоре в городе произошло ещё три странных убийства. Внешне они не были связаны друг с другом, но все имели косвенное отношение к одной из петербургских проституток. В результате поисков был задержан бизнесмен Игорь Усов, который совершил все четыре убийства, влюбившись в эту проститутку и желая вытащить её из рук сутенёров. Суд приговорил его к 16 годам лишения свободы.                                                                 |                              |                  |
| «Лохотронщики» | 16 и 23 ноября 2001          | 2                |
| В 1997 году в Москве на Лужниковском рынке появились так называемые «лохотронщики». Некоторые из их жертв, у которых ловкие мошенники обманом извлекали все денежные средства, после этого даже кончали жизнь самоубийством. В результате долгих оперативно-розыскных мероприятий были задержаны многие «лохотронщики». Их лидер Игорь Воронов по прозвищу «Гарик» сумел бежать в США, но в 2001 году его убили там во время задержания. |                              |                  |
| «Адская бочка» | 30 ноября и 7 декабря 2001   | 2                |
| В ночь с 8 на 9 декабря 1998 года в РУВД города Вельска Архангельской области обратилась Галина Доильницына с заявлением о пропаже своей дочери Татьяны. Спустя полгода женщины в Вельске стали исчезать почти каждые две недели. После исчезновения уже седьмой по счёту женщины был задержан заключённый-«бесконвойник» Сергей Шипилов, который на своей ассенизаторской машине (так называемой «бочке») подвозил пропавших женщин. Шипилов признался в совершении не только этих семи убийств, но и ещё в трёх. Суд приговорил его к пожизненному лишению свободы.                     |                              |                  |
| «Операция „Спрут“» | 14 и 21 декабря 2001         | 2                |
| Осенью 1996 года в России появился новый вид мошенничества — телефонное пиратство. Его контролировали вьетнамские этнические группировки. Спустя некоторое время в Москве произошло убийство инженера-радиотехника Сергея Петровского, в квартире которого были обнаружены детали коммутатора мошенников. Как выяснилось позже, Петровский пал жертвой разборок между преступными группировками Сарычева и Бессонова. Тела обоих вскоре были обнаружены в одном из домов в пригороде Нью-Йорка. Их соучастники были арестованы.                                                           |                              |                  |
| «Ночная стая» | 28 декабря 2001              | 1                |
| В середине октября 1997 года в ГУВД Санкт-Петербурга стали поступать сообщения о невероятно дерзкой банде налётчиков, промышлявшей на Васильевском острове. Они совершили ряд разбойных нападений, некоторые привели к убийствам. Банда во главе с Рябовым вскоре была задержана. Суд приговорил её участников в общей сложности к 68 годам лишения свободы. |                              |                  |

#### 2002 год
| Название выпуска | Дата выхода                  | Количество серий |
| --- | ---------------------------- | ---------------- |
| «Ростовские оборотни» | 18 и 25 января 2002          | 2                |
| 4 ноября 1998 года в Ростове-на-Дону был похищен сын председателя Ростовского отделения Сбербанка России Владимира Королькова Максим. У его отца потребовали выкуп в 800 тысяч долларов. Все попытки правоохранительных органов обезвредить банду не привели к успеху. 26 января 1999 года Максим Корольков, убив одного из охранников, сумел бежать. Банда была арестована в полном составе, в неё входили сразу пять сотрудников милиции. Суд приговорил лидера банды Сергея Корогодина к 25 годам лишения свободы, а его соучастников — от 9 до 20 лет. |                              |                  |
| «Неутомимый заказчик» | 1 февраля 2002               | 1                |
| В декабре 1997 года заместитель начальника Управления гостиниц по Санкт-Петербургу Юрий Кузьмин обнаружил за собой слежку. Вскоре двое следивших за ним людей пришли к нему и заявили, что они киллеры и должны убить его, и потребовали с Кузьмина денег. Оба киллера были схвачены охранниками и доставлены в милицию. Заказчика они не знали, поэтому было решено инсценировать смерть Кузьмина, чтобы задержать его. Это успешно удалось, и бывший завхоз Управления гостиниц Александр Топов был арестован и впоследствии приговорён к 8 годам лишения свободы. |                              |                  |
| «Отморозки» | 8 и 15 февраля 2002          | 2                |
| 25 января 1997 года на окраине Твери был обнаружен полусожжённый труп мужчины. Убитым оказался Олег Медведев. Как выяснилось, убийство совершили его первая жена Александра Медведева, её новый сожитель Ленар Сафин, их приятели Игорь Пронин, Альберт Абдуллин и Лилия Багдасарян. Помимо этого, они совершили ещё пять убийств. В августе 1999 года Московский городской суд приговорил Пронина к 25 годам лишения свободы, Медведеву — к 15, Багдасарян — к 10, а Сафина и Абдуллина к пожизненному лишению свободы. |                              |                  |
| «Чёрная лента» | 22 февраля 2002              | 1                |
| 19 сентября 1999 года в Смоленске произошло убийство 18-летней девушки. В течение последующих нескольких месяцев в городе были убиты ещё девять девушек. Маньяком оказался охранник рынка Сергей Чёрный. Экспертиза признала его невменяемым и направила на принудительное лечение в спецлечебницу, где в июне 2001 года он и скончался. |                              |                  |
| «Поставщик смерти» | 1 марта 2002                 | 1                |
| В конце 1999 года в Санкт-Петербурге была зарегистрирована вспышка смертей от передозировки наркотиков. Погибшие, как правило, были ещё совсем молодыми людьми. Экспертиза показала: все погибли от наркотика, известного как «Белый китаец». Вскоре серия смертей от передозировки наркотика была зафиксирована в городе Турку в Финляндии. Лаборатория, продукция которой унесла жизни более чем сотни человек, была обнаружена в квартире одного из домов на улице Бухарестской. Был арестован изготовитель наркотика Михаил Рыбин и его соучастник Власов. |                              |                  |
| «Дьявольская сумка» | 15 марта 2002                | 1                |
| 21 марта 1994 года на Бутырской улице в Москве были ограблены инкассаторы, один из них был убит. Как выяснило следствие, ограбление организовали сотрудники банка Тихонов и Фисенко. Суд приговорил их к 13 и 12 годам лишения свободы соответственно, а их сообщников — к различным срока от 8 до 11 лет. |                              |                  |
| «Жигулёвская битва» | 22, 29 марта и 5 апреля 2002 | 3                |
| В начале 1990-х годов за контроль над Волжским Автомобильным Заводом разгорелась самая кровопролитная в криминальной истории страны война. В этой серии рассказывается о войнах между группировками Тольятти: бандой Агия-Воронецкого, Волговской, Купеевской, Напарниковской и Татарской ОПГ. |                              |                  |
| «Убить по-американски» | 12 апреля 2002               | 2                |
| 4 января 1999 года на территории Химкинского кладбища был обнаружен труп Александра Овсянникова, пропавшего за несколько дней до этого вместе со своими друзьями — Владиславом Куркиным и Максимом Алтышевым. Их тела были обнаружены в сгоревшей бытовке неподалёку от кладбища. Вскоре выяснилось: Куркин и Алтышев живы, они убили Овсянникова и двух неизвестных бомжей, а сами улетели в США. Но вскоре тела настоящих Куркина и Алтышева были найдены в Нью-Йорке — им перерезали горло. В их крови, как и в крови Овсянникова, был найден редкий яд. Была арестована жена Овсянникова Эмили Морган (на самом деле бывшая гражданка СССР Наталья Рудяк), она призналась в убийстве пяти человек. Накануне суда она покончила с собой. |                              |                  |
| «Тюремный волк» | 17 и 24 мая 2002             | 2                |
| 22 ноября 1999 года в Санкт-Петербурге в кафе на Невском проспекте был в упор застрелен сержант милиции Шевченко. У погибшего был похищен табельный пистолет. 19 декабря в Сестрорецке было ограблено кафе «Аляска». Наряд милиции из двух человек, прибывший на место происшествия, был расстрелян, а их оружие — похищено. Вскоре был арестован Евгений Фёдоров, который признался в совершении ещё нескольких убийств. Через некоторое время он пытался совершить побег, придя в зал суда под видом своего сокамерника, которому грозил условный срок. Однако Фёдоров был изобличён и вскоре повесился в камере. |                              |                  |
| «Фальшивомонетчики» | 31 мая и 7 июня 2002         | 2                |
| В 1999 году в Краснодаре резко возрос криминальный фон. Одного за другим убивали местных валютных менял. При некоторых были обнаружены фальшивые долларовые купюры. Как выяснилось, фальшивые доллары печатали чеченские боевики. Изготовители фальшивых денег были осуждены от 1,5 до 6,5 лет лишения свободы. |                              |                  |

### Выпуски, выходившие наТВСиПервом канале

#### 2002 год
| Название выпуска | Дата выхода                | Количество серий |
| --- | -------------------------- | ---------------- |
| «Евроремонт для убийцы» | 6 октября 2002             | 2                |
| 29 июня 1998 года в Санкт-Петербурге было совершено разбойное нападение на квартиру. Вскоре по городу прокатилась волна подобных преступлений. В случае сопротивления грабитель без колебаний убивал свои жертвы. Спустя несколько лет преступник был найден — им оказался Александр Кузнецов. Незадолго до суда он повесился в камере СИЗО. |                            |                  |
| «Осторожно: квартирант!» | 13 октября 2002            | 2                |
| В январе 2000 года в Москве было совершено зверское убийство целой семьи — жены, мужа и их сына. С банковского счёта убитых была похищена крупная сумма денег. Убийцей и вором оказался их бывший квартирант Олег Черкасский. Суд приговорил его к пожизненному лишению свободы, а его сообщника Михаила Егорова — к 20 годам лишения свободы. |                            |                  |
| «„Никита“ из Подмосковья» | 20 октября 2002            | 1                |
| В августе-сентябре 2001 года по Москве прокатилась волна заказных убийств. Свидетели утверждали, что киллером во всех случаях была женщина. Вскоре по подозрению в совершении двойного убийства была задержана секретарь Перовского районного суда Лариса Рощина. Она оказалась непричастной к серии заказных убийств, а за совершённое двойное убийство суд приговорил её к 12 годам лишения свободы. |                            |                  |
| «Похитители детства» | 27 октября и 3 ноября 2002 | 2                |
| 19 апреля 1999 года в городе Нефтекумск Ставропольского края неизвестные похитили Аркадия Паразяна — сына одного из местных бизнесменов. 12 мая был взят в заложники сын директора крупного банка в Махачкале Владимир Фаиль. 20 мая была похищена дочь саратовского предпринимателя Алла Гейфман. 23 августа в Москве очередной жертвой похитителей стал 13-летний сын израильского бизнесмена Ади Шарон. Вскоре из других регионов страны стали приходить сводки о похищениях людей. Во всех случаях за этими исчезновениями стояла банда чеченского полевого командира Романа Демиева. Большинство похищенных были освобождены. При задержании Демиев был убит. |                            |                  |
| «Факультет убийц» | 17 и 24 ноября 2002        | 2                |
| 27 июня 1998 года в Красногвардейском районе Санкт-Петербурга было совершено убийство студента Еврейского университета Марека Плоткина. Вскоре в городе было совершено ещё несколько подобных убийств. По обвинению в этих убийствах была арестована банда студентов Ленинградского педагогического университета. Суд приговорил главаря банды Сергея Репникова и его ближайшего помощника Алексея Дядькина к пожизненному лишению свободы, а их соучастников — к различным срокам от 4 до 15 лет. |                            |                  |
| «„Крысоловы“» | 1 и 8 декабря 2002         | 2                |
| В 1995 году в Екатеринбурге было совершено жестокое двойное убийство с целью ограбления. Вскоре по городу прокатилась волна грабежей, разбоев и убийств. Все эти преступления, в том числе 24 убийства, совершила банда братьев Коротковых. Суд приговорил её членов к различным срокам лишения свободы до 15 лет. |                            |                  |
| «Дьяволица» | 22 и 29 декабря 2002       | 2                |
| В декабре 2001 года по Ростовской области прокатилась волна грабежей и убийств лиц пожилого возраста. Было убито 7 человек. В результате поисков была арестована цыганская банда во главе с Верой Матвиенко. Суд приговорил её к 22 годам лишения свободы, двух её соучастников — Владимира Ковтуненко и Гаврилу Иващенко — к пожизненному лишению свободы, а остальных членов банды — к различным срокам от 3 до 13,5 лет. |                            |                  |

#### 2003 год
| Название выпуска | Дата выхода                | Количество серий |
| --- | -------------------------- | ---------------- |
| «Смертоносное трио» | 19 января 2003             | 1                |
| 28 июня 1999 года в Серпухове был убит генеральный директор АО «ОТЭК» Александр Михневич. Расследование показало — заказчиком убийства был технический директор «ОТЭК» Захаров. Суд приговорил его к 17 годам лишения свободы, посредника Гнутикова — к 15, киллера Диденко — к 12. |                            |                  |
| «Репортаж с того света» | 26 января и 2 февраля 2003 | 2                |
| В октябре 1999 года в одну из прокуратур Москвы обратился инженер Владимир Поляков. Он заявил, что его жена была убита неизвестным маньяком. Но смерть жены у экспертов подозрений не вызвала, и уголовное дело возбуждать не стали. Между тем, выяснилось, что это был уже не первый случай подобных смертей в том же районе. Поляков на свой страх и риск стал искать маньяка. Ему удалось выследить его, но в последний момент маньяк убил Владимира. Благодаря записи со скрытой камеры убийца был изобличён. Им оказался гинеколог Сергей Вескин. Суд приговорил его к пожизненному лишению свободы.                                                                                   |                            |                  |
| «Опасные праздники» | 9 и 16 февраля 2003        | 2                |
| В ночь с 28 на 29 июля 1996 года после праздника 300-летия Военно-Морского Флота в Санкт-Петербурге было совершено жестокое убийство гражданки Финляндии. Как выяснилось, совершивший это убийство маньяк убил в праздничные дни ещё 3 девушек (7 ноября 1995 года, 1 января и 8 марта 1996 года). Серийным убийцей оказался доцент математики одного из петербургских вузов Валерий Дронов. Суд приговорил его к смертной казни, заменённой на пожизненное лишение свободы. |                            |                  |
| «Палачи» | 23 февраля и 2 марта 2003  | 2                |
| Весной 1997 года в Москве-реке на территории Красногорского района всплыли три трупа, из которых извлекли начищенные до блеска пули. Через месяц в посёлке ЗИЛ Наро-Фоминского района были обнаружены тела супругов Неволиных, и вновь было установлено, что их убили такими же пулями. Казалось, что убийц так и не найдут, но летом 1998 года появилась такая возможность. Тогда в центре Москвы были убиты инкассатор и сотрудник милиции. По горячим следам были задержаны братья-убийцы Айвар Лудборж и Ричард Вышинскас, а также их соучастники. Суд приговорил Лудборжа к пожизненному лишению свободы, Вышинскаса — к 22 годам, остальных соучастников — до 25 лет лишения свободы. |                            |                  |
| «Конец бригады» | 9, 16 и 23 марта 2003      | 3                |
| В сентябре 1993 года трое жителей Казани поехали по делам в Москву и бесследно пропали. Спустя некоторое время на их поиски отправились ещё трое их друзей, которые тоже пропали без вести. Вскоре останки двоих из них были обнаружены в небольшой речке на окраине Москвы. Все погибшие имели отношение к известной казанской ОПГ «Хади Такташ». В течение нескольких последующих лет группировка орудовала на территории Казани. В 2002 году суд приговорил её лидеров Радика Галиакберова и Рината Фахрутдинова к пожизненному лишению свободы, а их соучастников — к различным срокам до 25 лет лишения свободы.                                                                       |                            |                  |
| «Предъявите валюту!» | 30 марта и 6 апреля 2003   | 2                |
| 13 января 1995 года в Санкт-Петербурге был убит студент из Венесуэлы Фернандо Лопес. У убитого была похищена крупная сумма денег в валюте. Вскоре по городу прокатилась волна грабежей иностранцев с целью хищения валюты. Банда во главе с бывшим технологом птицефабрики Виталием Савчуком была обезврежена. |                            |                  |
| «Бриллианты для мафии» | 13 и 20 апреля 2003        | 2                |
| В феврале 1999 года в Москве был обнаружен труп девушки со следами пыток. Во время вскрытия в её желудке были обнаружены драгоценные камни. Вскоре в Санкт-Петербурге был убит ювелир. Эти преступления были звеньями одной цепи. Как выяснилось, ювелир и девушка узнали, что поставляемые в массовом порядке в Европу чёрные бриллианты — поддельные. Убийство совершил Витас Камилес, но задержать его не успели — его убили соучастники. Изготовитель фальшивых чёрных бриллиантов Николай Филатов и его сообщники были арестованы и осуждены. |                            |                  |
| «Злодей на все руки» | 1 и 8 июня 2003            | 2                |
| 8 июля 1996 года в лесу в Орловской области были обнаружены тела расстрелянных в упор сотрудника милиции из Орла и его любовницы. На месте преступления был обнаружен самодельный пистолет. Вскоре в Орловской и Брянской областях была зафиксирована серия подобных преступлений. По обвинению в их совершении был арестован уже семь лет находящийся в розыске Валерий Скопцов. Суд приговорил его к смертной казни, заменённой на пожизненное лишение свободы. |                            |                  |
| «Особенности провинциального сыска» | 3 и 10 ноября 2003         | 2                |
| 2 апреля 2001 года в Новомосковском районе Тульской области было совершено зверское убийство женщины и трёх её несовершеннолетних дочерей. Как установило следствие, убийство совершили её соседи супруги Жариновы по заказу компаньонки убитой — Татьяны Извековой. Суд приговорил Олега Жаринова к пожизненному лишению свободы, его жену Жанну — к 12, а организатора преступления Извекову — к 20 годам лишения свободы. |                            |                  |
| «Смертельный звонок» | 17 и 24 ноября 2003        | 2                |
| В сентябре 1998 года в РУБОП по Санкт-Петербургу обратились Дмитрий Слепаков и Илья Зуманд. Они заявили, что им заказали убить одного крупного бизнесмена, но когда они пришли к нему с этой новостью, бизнесмен скончался от сердечного приступа. Как выяснилось, бизнесмена заказал его компаньон Михаил Серых. Суд приговорил его к 4 годам лишения свободы, а Слепакова и Зуманда оправдал. |                            |                  |
| «Казаки-разбойники» | 1 и 8 декабря 2003         | 2                |
| 11 июля 2001 года в Кировском районе Ростова-на-Дону был обнаружен труп мужчины кавказской национальности. Вскоре были совершены ещё несколько подобных убийств. В совершении одного из них сознался казачий атаман Пётр Молодидов. Расследование показало, что он также причастен к ещё двум убийствам, которые совершил вместе со своими собутыльниками. Суд приговорил Молодидова к 17 годам лишения свободы, его соучастников — к срокам до 23 лет. |                            |                  |

#### 2004 год
| Название выпуска | Дата выхода              | Количество серий |
| --- | ------------------------ | ---------------- |
| «Зомби» | 5 и 19 января 2004       | 2                |
| 15 августа 2001 года в Москве в своей квартире в доме № 20 на Малой Калитниковской улице был убит дизайнер Богдан Лобода. Убийство было совершено с особой жестокостью — глаза были выколоты вилкой, на спине были глубокие ножевые раны. Рядом с трупом находились пустой бумажник и фотоаппарат с открытой крышкой. А через 2 недели в квартире Богдана был убит его младший брат Константин Лобода с такой же жестокостью — в области груди и живота было множество ножевых ранений. В кабинете Богдана за сдвинутым шкафом был приоткрыт сейф. Вскоре выяснилось — один из двух компаньонов Богдана Лободы по владению рекламным агентством, Николай Бутов, за несколько недель до этого также был убит, а второй, Владимир Разумовский, сам явился в милицию и сказал, что боится за свою жизнь. После этого были арестованы невеста Разумовского Екатерина Воскресенская и её сын от первого брака Иван Шорохов, который и убил всех по приказу матери. Осенью 2002 года суд приговорил Воскресенскую к 10 годам лишения свободы, а Шорохова отправили на принудительное лечение. |                          |                  |
| «Кошмар в семейном общежитии» | 26 января 2004           | 1                |
| 8 мая 1994 года в Ростове-на-Дону в подъезде одного из домов было совершено убийство девочки. Как оказалось впоследствии, убийство совершил несовершеннолетний житель того же подъезда Дмитрий Кулешов. Суд приговорил его к 10 годам лишения свободы. Позже по амнистии срок был сокращён до 9 лет. В мае 2003 года Кулешов вышел на свободу. |                          |                  |
| «Тульская бойня» | 2 и 9 февраля 2004       | 2                |
| 18 августа 1997 года в Тульском гарнизонном Доме офицеров, в помещении, которое арендовала фирма «СД Брокер», произошло кровавое побоище, в результате которого погибли четыре человека. Была похищена большая сумма денег в валюте. В результате расследования банда во главе с Лебедевым была задержана в полном составе. Убийца четырёх человек Титов был приговорён к пожизненному лишению свободы, а Лебедев и ещё двое участников банды — к лишению свободы на сроки от 16 до 20 лет. |                          |                  |
| «Последнее дело Пушкина» | 29 марта и 5 апреля 2004 | 2                |
| 17 июня 1999 года около полуночи в 61 отделение милиции Калининского района Санкт-Петербурга обратился известный бизнесмен Фёдор Чежегов. Он заявил, что его сын Григорий утром отправился на вступительные экзамены в театральную академию и до сих пор не вернулся. Вскоре Чежегову-старшему позвонили и потребовали выкуп за сына. В течение почти десяти месяцев продолжалось заточение Григория Чежегова, пока сотрудникам правоохранительных органов не удалось обезвредить банду и освободить его. Члены банды были приговорены к различным срокам от 5 до 10 лет лишения свободы. |                          |                  |
| «Прописка на тот свет» | 19 и 26 апреля 2004      | 2                |
| Осенью 1998 года в Ярославле бесследно исчез священник православной старообрядческой церкви отец Дмитрий Расстегаев. В его квартире была обнаружена доверенность на её продажу на имя Тихомирова. Эта же фамилия фигурировала ещё в нескольких подобных делах. Банда в составе семи человек, совершившая в общей сложности 15 убийств, была задержана в квартире священника через некоторое время. Трое из её членов были приговорены к пожизненному лишению свободы. |                          |                  |
| «Ночные ястребы» | 17 и 24 мая 2004         | 2                |
| Начиная с 1996 года, в Саратовской области была совершена серия убийств и ограблений водителей автотранспорта. Одетые в милицейскую форму преступники останавливали машины, после чего грабили водителей, в некоторых случаях убивали их. Банда во главе с сотрудниками саратовского ОМОНа Гвоздевым и Якушевым была обезврежена. Суд приговорил их к пожизненному лишению свободы, а их сообщников Ерёмина и Гюльбекяна — к длительным срокам. |                          |                  |
| «Монстр из Старожилова» | 19 и 26 июля 2004        | 2                |
| В 1993 году в небольшом посёлке Старожилово Рязанской области стали пропадать молодые люди. Сначала исчез 20-летний Сергей Воробьёв, затем пропало ещё две девушки и один парень. Через некоторое время обнаружили и их тела. Как оказалось, убийства совершила банда местных жителей во главе с Сергеем Сопиным. Суд приговорил Сопина к пожизненному лишению свободы, а его соучастников — к длительным срокам. |                          |                  |
| «По следу сибирского зверя» | 23 и 30 октября 2004     | 2                |
| 16 мая 1996 года сотрудник ГАИ остановил на окраине Новосибирска машину, в которой находились четверо мужчин. Когда он попросил открыть багажник машины, все четверо побежали в разные стороны. Догнать никого не удалось, но в багажнике был обнаружен труп мужчины. В машине остались документы, по которым были арестованы несколько человек. Но главарей задержать так и не удалось. Погоня за ними продолжалась по всей стране и даже за её пределами ещё полгода. Наконец, главари банды Валерий Зильберварг и Тимур Терёхин были арестованы. Как выяснилось, банда совершила более 10 убийств. Суд приговорил её членов к различным срокам до 15 лет лишения свободы. |                          |                  |
| «Неуловимый привкус смерти» | 20 и 27 ноября 2004      | 2                |
| В августе 1999 года в дорожную больницу Новосибирска поступил коммерсант Игорь Васильев, находящийся без сознания. Врачам чудом удалось вытащить его с того света, но он навсегда остался инвалидом. Вскоре оказалось, что подобные симптомы были и у четверых его компаньонов, но они отделались меньшим ущербом здоровью. Как выяснилось, их отравление организовал один из заместителей Васильева Александр Кривобоков, который за несколько лет до этого отравил и свою жену, в результате чего она скончалась. Суд приговорил его к 20 годам лишения свободы. |                          |                  |
| «Безумная семейка» | 25 декабря 2004          | 1                |
| Вечером 16 февраля 2001 года в городе Балашов Саратовской области было совершено зверское убийство 86-летнего пенсионера с целью ограбления, затем произошло ещё несколько таких убийств. В результате расследования были арестованы супруги Светлана и Андрей Дьяковы, а также их соучастники — брат и сестра Ведышевы. Убийцы были приговорены к различным срокам лишения свободы: Андрей Дьяков — к 5 годам, Светлана Дьякова — к 6, Ирина Ведышева — к 20, Андрей Ведышев — к 25. |                          |                  |

#### 2005 год
| Название выпуска | Дата выхода              | Количество серий |
| --- | ------------------------ | ---------------- |
| «Последний роман обольстителя» | 24 и 25 января 2005      | 2                |
| Летом 1998 года в Красногвардейском районе Санкт-Петербурга было совершено разбойное нападение на частную фирму. Налётчики забрали деньги из кассы и, уходя, заминировали дверь. Вскоре по Петербургу прокатилась целая волна подобных налётов. Во время одного из таких налётов охране удалось задержать двух налётчиков, которые выдали остальных членов банды. Лидер банды Юрий Глинистый, совершивший, помимо разбойных нападений, ещё три убийства и одно покушение на убийство, был приговорён к пожизненному лишению свободы, а его соучастники — к длительным срокам.                                                                                                  |                          |                  |
| «Люди исчезают в полдень» | 11 и 18 февраля 2005     | 2                |
| В начале лета 1999 года в УВД Калининского района Челябинска обратилась пожилая женщина с заявлением об исчезновении целой семьи — своей дочери, зятя и двух внуков. Спустя некоторое время был арестован её зять Александр Пировских, который признался, что убил свою жену и её детей. Также оказалось, что ранее он совершил ещё два убийства. Суд приговорил Пировских к пожизненному лишению свободы. |                          |                  |
| «Диагноз — квартира» | 28 марта 2005            | 2                |
| В марте 1999 года в Адмиралтейском районе Санкт-Петербурга было совершено убийство женщины. Как впоследствии оказалось, она была причастна к махинациям с квартирами психически нездоровых людей. Была задержана банда во главе с Эдуардом Задорожным. Задорожный был убит в камере, а его соучастники были осуждены. |                          |                  |
| «Тринадцатый дракон» | 5 апреля 2005            | 2                |
| 26 апреля 1992 года на Управление специальной связи по Республике Татарстан был совершён кровавый налёт, в результате чего были убиты 9 человек. Уже в начале мая был арестован убийца Андрей Шпагонов, бывший работник этого Управления. Суд приговорил его к смертной казни, в 1995 году Шпагонов был расстрелян. |                          |                  |
| «Его звали Никита» | 19 апреля 2005           | 2                |
| 22 февраля 2001 года в гаражном кооперативе Тракторозаводского района Волгограда был обнаружен труп мужчины с огнестрельными и ножевыми ранениями. Как выяснилось, убитым был коммерсант Бекетов, который в тот день выехал на совершение сделки по закупке крупной партии товаров и при котором была крупная сумма денег. Вскоре в городе было совершено ещё шесть убийств коммерсантов, причём четыре из них были совершены одним человеком буквально за один час (все четверо убитых были ближайшими родственниками). Банда во главе с Николаем Бирюковым была задержана. Суд приговорил Бирюкова к пожизненному лишению свободы, а его соучастников — к длительным срокам. |                          |                  |
| «Огненный след» | 28 апреля 2005           | 2                |
| 17 марта 2003 года в пожарной части Красногвардейского района Санкт-Петербурга раздался звонок. Неизвестный мужчина сообщил о горящей машине неподалёку от станции Ржевка. Когда машину удалось потушить, неподалёку от неё был обнаружен труп водителя с проломленным черепом. Вскоре по району прокатилась волна грабежей, краж и убийств. Все эти преступления совершили ранее неоднократно судимые приятели Андрей Матвеев и Алексей Прусаков. Суд приговорил обоих к пожизненному лишению свободы. |                          |                  |
| «Убийство по объявлению» | 3 мая 2005               | 2                |
| В ноябре 2000 года один из московских экипажей вневедомственной охраны обнаружил на дороге тяжело раненного мужчину, который вскоре скончался. Вскоре по городу прокатилась волна убийств людей, дававших объявления в газеты. По подозрению в их совершении был задержан Виктор Малюк. Суд приговорил его к пожизненному лишению свободы. В 2004 году за день до отправки в колонию Малюк повесился в камере СИЗО. |                          |                  |
| «Последний узел» | 23 мая 2005              | 2                |
| 13 апреля 1991 года на перегоне между станциями Скопин и Брикетная Рязанской области был обнаружен труп мужчины с завязанным на шее узлом. Вскоре по Рязанской области прокатилась волна убийств, сопряжённых с ограблениями. Серийным убийцей оказался местный рецидивист. В камере СИЗО он повесился. |                          |                  |
| «Волк в овечьей шкуре» | 24 июня 2005             | 1                |
| 28 декабря 1998 года в Калуге было совершено покушение на предпринимателя Карпа Диденко. Была взорвана его машина. Вскоре были выявлены подозреваемые, однако в последний момент они один за другим исчезли. Как выяснилось, покушение и убийства своих же соучастников организовал партнёр Диденко Александр Касаракин. Суд приговорил его к 25 годам лишения свободы. |                          |                  |
| «Прощай, оружие!» | 30 июня и 7 июля 2005    | 2                |
| В октябре 1998 года в Новосибирске было совершено жестокое двойное убийство с целью ограбления. Как выяснилось, его совершили военный пенсионер Алексей Жиба и его сообщник Зубов. Позже Жиба убил Зубова. Пистолет, из которого Жиба совершил убийство, был продан двум подросткам — Илье Харламову и Глебу Шипилову, которые совершили с его помощью ещё одно двойное убийство. Суд приговорил одного из подростков к 8 годам лишения свободы, второго — к 10 годам лишения свободы, а Жибу — к 25 годам. |                          |                  |
| «Вези меня, извозчик!» | 11 и 18 июля 2005        | 2                |
| Вечером 28 марта 1999 года в пожарную охрану Новосибирска поступил звонок о том, что во дворе одного из домов произошёл взрыв машины. Когда пожар удалось потушить, в машине было обнаружено три трупа. Эти и ещё несколько убийств совершил Николай Козленя. Суд приговорил его к пожизненному лишению свободы. |                          |                  |
| «Чёрная маска» | 25 июля и 1 августа 2005 | 2                |
| В 1997 году под Новосибирском было совершено дерзкое ограбление пассажиров автобуса. Вскоре по городу и области прокатилась волна грабежей, разбоев и убийств. В течение двух лет банда Геннадия Шпета безнаказанно грабила и убивала, но была в итоге обезврежена. Шпет был приговорён к пожизненному лишению свободы, а его соучастники — к различным срокам. |                          |                  |

#### 2006 год
| Название выпуска | Дата выхода                  | Количество серий |
| --- | ---------------------------- | ---------------- |
| «Битва при Жигулях» | 30 января — 2 февраля 2006   | 4                |
| В 1990-е годы в Тольятти бушевала жестокая криминальная война за контроль над АвтоВАЗом. В 2000 году был убит оперуполномоченный Дмитрий Огородников. Расследование этого убийства позволило задержать киллеров, которые были причастны ещё ко многим убийствам. Четырёх киллеров приговорили к пожизненному лишению свободы, а остальных — к различным срокам. |                              |                  |
| «Курортный капкан» | 6 и 7 февраля 2006           | 2                |
| В середине мая 2003 года в городе Сестрорецк Ленинградской области было совершено четыре зверских убийства. Как оказалось впоследствии, убийства с целью ограбления совершила банда подростков из трёх человек — Касиков, Садовников и Чистяков. Суд приговорил их к 10 годам лишения свободы каждого. |                              |                  |
| «Красавицы и чудовища» | 8, 9 и 13 февраля 2006       | 3                |
| В 2000 году из Алтайского Государственного Технического университета пропали пять абитуриенток. Их тела нашли в лесах под Барнаулом. Спустя некоторое время был арестован рыночный торговец, который признался в совершении убийств. Во время следственного эксперимента он выбросился из окна. Но вскоре в Барнауле произошли ещё несколько убийств. Маньяком оказался сержант милиции Александр Павленко. Суд приговорил его к 24 годам лишения свободы. Но девушки продолжали исчезать. Вскоре была арестована банда Евгения Квашнина, которая занималась похищениями девушек с целью использования их в качестве проституток. Квашнина убили сокамерники, а его соучастники были осуждены. |                              |                  |
| «Кемеровская зачистка» | 14 и 15 февраля 2006         | 2                |
| В конце 1990-х годов в Кемерово начались убийства воров в законе и криминальных авторитетов. Как выяснило следствие, за рядом из них стоял околокриминальный бизнесмен Владимир Дуреев. Суд приговорил его к 17 годам лишения свободы, а его соучастников — к различным срокам до 18 лет. |                              |                  |
| «Неуловимые налётчики» | 20 и 21 февраля 2006         | 2                |
| В июне 2001 года было совершено разбойное нападение на инкассаторов Санкт-Петербургского метеорологического института. Вскоре по городу прокатилась волна подобных разбоев. Во время очередного налёта завязалась перестрелка, в результате которой главарь банды Иванов был убит, а двое его соучастников были задержаны. Один из них впоследствии был оправдан, второй — осуждён. |                              |                  |
| «Тварь дрожащая» | 22 и 27 февраля 2006         | 2                |
| В 2003 году в районе города Ликино-Дулёво было совершено жестокое убийство пожилой женщины. Вскоре по Московской области прокатилась волна подобных убийств. Было установлено, что похожие преступления совершались и во Владимирской области ещё с 2002 года. В апреле 2003 года убийца был арестован. Им оказался 19-летний Денис Писчиков. Суд приговорил его к пожизненному лишению свободы. |                              |                  |
| «Весенний марафон» | 3 и 4 мая 2006               | 2                |
| 5 марта 2002 года в Люберецком районе было совершено убийство девушки с целью ограбления. Вскоре было совершено ещё четыре аналогичных преступления. Серийный убийца Андрей Мещеряков был задержан спустя полгода. Суд приговорил его к 25 годам лишения свободы. |                              |                  |
| «Погружение в ад» | 5 и 6 мая 2006               | 2                |
| 15 марта 2001 года житель Санкт-Петербурга вернулся с дачи вместе со своими тёщей и младшим сыном. Когда он уехал за покупками, на его квартиру было совершено нападение, а тёща и сын оказались зверски убиты. Было установлено, что в Петербурге произошло ещё несколько дерзких преступлений, при совершении которых применялось то же оружие. Вскоре банда бывшего курсанта Андрея Телепина была задержана. Её лидер был приговорён к пожизненному лишению свободы, а его сообщники — к различным срокам до 20 лет. |                              |                  |
| «На дне» | 10 и 11 мая 2006             | 2                |
| 4 января 2002 года участковый Ленинского района Московской области во время обхода территории обнаружил сильно обгоревший труп. Обыскав окрестности, сотрудники милиции нашли ещё пять тел с подобными признаками насильственной смерти. Следствие установило, что все убийства совершили бомжи со свалки промышленных отходов — Сергей Боровков, Юрий Пасечник и Ольга Гузарь. Организатор банды Боровков был приговорён к пожизненному лишению свободы, Пасечник и Гузарь — к 25 и 10 годам лишения свободы соответственно. |                              |                  |
| «Право на надежду» | 12 мая 2006                  | 1                |
| В 2000 году в Рязани бесследно исчезли две девушки. Спустя почти четыре года их удалось отыскать — всё это время их удерживал и насиловал житель города Скопин Виктор Мохов. Суд приговорил его к 17 годам лишения свободы. |                              |                  |
| «Оперуполномоченный главарь» | 5 и 6 июня 2006              | 2                |
| В 1990-е годы в Барнауле начался мощный всплеск наркомании. Как установило следствие, многие из каналов поставки наркотиков в Алтайский край контролировала группировка во главе со старшим оперуполномоченным ГУВД Денисом Евдокимовым. Суд приговорил его к 20 годам лишения свободы. |                              |                  |
| «Расплата по долгам» | 13 июня 2006                 | 1                |
| 18 апреля 1998 года в УВД Дмитровского района Московской области обратилась Ирина Тарасова. Женщина заявила о пропаже своего отца Евгения Бандурова. Со слов дочери, отец не собирался никуда уезжать из города, а последний контакт с ним был 16 апреля. Бандуров был достаточно известным бизнесменом в Дмитрове, потому к заявлению о его пропаже дежурный офицер отнёсся с особым вниманием. Далее по очереди исчезли ещё два бизнесмена из Дмитрова. Выяснилось, что все они были убиты. Убийцей оказался Константин Бабкин. Суд приговорил его к 23 годам лишения свободы. |                              |                  |
| «Охотники в парадных» | 19 и 26 июня 2006            | 2                |
| Осенью 2002 года в парадной одного из домов Санкт-Петербурга был сильно избит и ограблен известный кинорежиссёр Владимир Бортко. Вскоре по городу прокатилась целая серия подобных ограблений, одно из которых закончилось убийством. Через некоторое время банда во главе с Гороховым, Коваленко и Стецуком была задержана. Лидеры были приговорены к 16, 17 и 19,5 годам лишения свободы. |                              |                  |
| «Ген убийцы» | 7 и 8 августа 2006           | 2                |
| Вечером 27 августа 2000 года в микрорайоне А города Бердска был обнаружен труп девушки. Вскоре последовало ещё несколько подобных убийств. За их совершение был задержан строитель Михаил Юдин. Суд приговорил его к пожизненному лишению свободы. |                              |                  |
| «Фальшивомонетчики» | 14 и 15 августа 2006         | 2                |
| В 2002 году в городе Ишим Тюменской области было изъято 98 фальшивых 500-рублёвых купюр. Как выяснилось, фальшивые деньги изготовляла банда во главе с милиционером Джумаевым. Суд приговорил его к 10 годам лишения свободы. |                              |                  |
| «Обжалованию не подлежит» | 28 — 31 августа 2006         | 4                |
| Летом 2001 года в Перми начались убийства и ограбления менял. Банду разыскивали достаточно долго. Основной исполнитель убийств Владимиров был приговорён к пожизненному лишению свободы, организатор банды Кисарев — к 25 годам, а их соучастники — к различным срокам от 9 до 20 лет. |                              |                  |
| «Офицерская рулетка» | 11 и 18 сентября 2006        | 2                |
| 11 августа 1999 года в Рязани неизвестная женщина открыла стрельбу в рязанской гостинице «Ловеч». Валютные менялы, в которых она целилась, чудом остались живы. Спустя некоторое время по Рязани прокатилась волна разбойных нападений. Банда во главе с бывшими офицерами Кибальчичем и Тарасовым была ликвидирована. Её лидеры застрелились во время их задержания. |                              |                  |
| «Десять лет спустя» | 25 сентября и 2 октября 2006 | 2                |
| Вечером 20 февраля 1996 года у подъезда собственного дома был застрелен несколькими выстрелами в упор директор казанского комбината «Красный Восток» Айбат Айбатов. Спустя много лет киллер был найден. Им оказался бывший член ОПГ «Хади Такташ» Сергей Павлов. Заказчик убийства, предприниматель Борис Булатов, также был изобличён. В 2006 году суд приговорил Булатова к 11, а Павлова — к 9 годам лишения свободы. |                              |                  |
| «Чистильщик» | 9 и 16 октября 2006          | 2                |
| В ночь с 13 на 14 июля 2003 года в Омске произошёл пожар. Когда огонь был потушен, пожарные обнаружили в сгоревшем доме два трупа с огнестрельными ранениями головы. Как выяснилось, один из убитых должен был дать показания против обвиняемого в разбойном нападении и двух непредумышленных убийствах Григория Серебренникова. Вскоре выяснилось, что бесследно исчезли ещё трое свидетелей по его делу. Убийства совершал отец Григория — Геннадий Серебренников. Суд приговорил его к пожизненному лишению свободы, а Григория Серебренникова — к 15 годам лишения свободы. |                              |                  |
| «Любители искусства» | 23 октября и 20 ноября 2006  | 2                |
| 6 апреля 1999 года из Государственного Русского музея были похищены несколько картин. Как установило следствие, вор Асадуллаев пробрался внутрь через окно и украл их. 19 мая 2004 года Асадуллаев и его соучастник Рукавицын были приговорён к 14 и 9 годам лишения свободы соответственно. |                              |                  |
| «Адский телефон» | 4 и 11 декабря 2006          | 2                |
| 1 июня 2002 года в Люберцах произошёл взрыв мобильного телефона в квартире дома № 5 по Красногорской улице. Жертвами взрыва стали не олигархи и не криминальные авторитеты, а обычная семья. Муж-рабочий остался жив, а его жена-студентка погибла. Вскоре выяснилось, что на большинство одноклассников погибшей в разное время были совершены покушения. Как оказалось, все преступления совершил бывший ученик той же школы Алексей Червяков. Он был признан невменяемым и отправлен на принудительное лечение, а его сообщника Алексея Диденко суд приговорил к 20 годам лишения свободы. |                              |                  |
| «Предатели» | 18 и 25 декабря 2006         | 2                |
| 2 октября 2004 года в Саратове на острове в разливе Волги произошёл сильный взрыв, а затем раздались автоматные очереди. Так сорвалась тщательно подготовленная милицейская операция по освобождению похищенного человека. Им был начальник медицинской службы компании «Югтрансгаз» Евгений Бандорин. Во время передачи денег на острове погиб его родной брат Алексей Бандорин и милиционер Виктор Пруцких. Через день было обнаружено и тело Евгения Бандорина. Спустя месяц были вычислены сотрудники милиции Валерий Жирнов и Николай Торгашов, причастные к похищению Бандорина. Они выдали остальных соучастников, в том числе и лидера банды Константина Молчанова. Суд приговорил последнего к пожизненному лишению свободы, а Быкова, Жирнова, Шайдетского и Торгашова — различным срокам от 15 до 25 лет. |                              |                  |

#### 2007 год
| Название выпуска | Дата выхода                | Количество серий |
| --- | -------------------------- | ---------------- |
| «Ловушка для одинокого мужчины» | 15 и 22 января 2007        | 2                |
| В октябре 2003 года в Новосибирске пропал и вскоре был обнаружен убитым мужчина. Впоследствии пропали и впоследствии были обнаружены убитыми ещё несколько человек. Убийства совершались с целью ограбления. Банда во главе с Юрием Петровым была обезврежена. Её лидер был приговорён к 20 годам лишения свободы. |                            |                  |
| «Великое противостояние» | 9, 16, 23 и 24 апреля 2007 | 4                |
| 23 февраля 1991 года в гостинице «Ленинград» в Санкт-Петербурге произошёл страшный пожар, унёсший жизни 16 человек. Одним из подозреваемых по этому делу оказался бизнесмен Юрий Шутов. Но доказать его причастность не удалось, и в 1996 году он был оправдан. В течение нескольких лет банда, подконтрольная Шутову, безнаказанно совершала заказные убийства, например, громкое убийство вице-губернатора Петербурга Михаила Маневича. В 2006 году суд приговорил Шутова, Гимранова и ещё трёх соучастников к пожизненному лишению свободы. |                            |                  |
| «Камский спрут» | 7 и 14 мая 2007            | 2                |
| 29 ноября 2004 года в Верховном Суде Татарстана начался процесс, практически не имевший аналогов в отечественной юридической практике: 33 подсудимых, обвиняемых в 21 убийстве, похищении людей, грабежах и разбоях; 5 государственных обвинителей, 30 адвокатов, 14 присяжных, 60 потерпевших, 400 свидетелей. Суд в Казани собрал причастных к деятельности крупного организованного преступного сообщества «Двадцать девятый комплекс». Эта группировка наводила ужас на весь Татарстан в 1990-е годы. Суд приговорил одного из главарей банды Ерёменко к пожизненному лишению свободы, остальных участников банды — к различным срокам до 25 лет. |                            |                  |
| «Затмение» | 21 мая 2007                | 1                |
| 11 августа 1999 года в Ростове-на-Дону бесследно исчез одинокий мужчина. Как выяснилось, его исчезновение и последующее убийство организовала банда местных участковых. Милиционеры были осуждены. |                            |                  |
| «Три товарища» | 28 мая и 4 июня 2007       | 2                |
| Осенью 2003 года возле крупного магазина на улице Тамбасова в Санкт-Петербурге были ограблены инкассаторы. Вскоре по городу прокатилась волна налётов и грабежей инкассаторов, порой заканчивавшихся убийствами. Банда из трёх человек была арестована, её члены были приговорены к различным срокам до 20 лет лишения свободы. |                            |                  |
| «Братья по крови» | 9 июня 2007                | 1                |
| В 2006 году в Ростове-на-Дону бесследно исчезли супруги Раиса и Сергей Смолины. Как было установлено в результате расследования, два их собственных сына Александр и Михаил убили их и закопали в сарае. Суд приговорил их к 16 годам лишения свободы каждого. |                            |                  |
| «Романтики с большой дороги» | 18 и 25 июня 2007          | 2                |
| В начале 2000-х годов в Зубово-Полянском районе Мордовии был совершён ряд разбойных нападений на придорожные кафе и магазины. Один из таких налётов закончился убийством. Банда во главе с Эдуардом Беловым была задержана. Суд приговорил Белова к 21 году лишения свободы, его сообщники также были осуждены. |                            |                  |

## Выпуски телепередачи «Криминальные хроники» (Первый канал, Пятый канал)

### 2009 год
| Название выпуска | Дата выхода          | Количество серий |
| --- | -------------------- | ---------------- |
| «Влюблён и очень опасен!» | 16 ноября 2009       | 1                |
| В 2007 году в Волгоградской области были обнаружены тела женщины и её дочери. Как впоследствии выяснилось, двойное убийство совершил муж женщины, которая хотела с ним развестись. Убийца был осуждён. |                      |                  |
| «Охота на красоту» | 17 ноября 2009       | 1                |
| В этой серии рассказывается о банде Эдуарда Чудинова, которая убивала девушек, отказывавшихся работать проститутками. Главарь банды Эдуард Чудинов был приговорён к пожизненному лишению свободы, а его сообщники — к длительным срокам. |                      |                  |
| «Ударная доза» | 18 ноября 2009       | 1                |
| В 2007 году в Москве объявился серийный грабитель Алексей Малаев, которого в народе прозвали «Измайловским маньяком». Одна из его жертв была убита. Суд приговорил Малаева к 15 годам лишения свободы. |                      |                  |
| «Стальная хватка» | 19 ноября 2009       | 1                |
| В 2004 году в Екатеринбурге в районе завода ЖБИ объявился серийный маньяк-убийца. Убивший 7 женщин каменщик Дмитрий Каримов был приговорён к пожизненному лишению свободы. |                      |                  |
| «Отравитель» | 20 ноября 2009       | 1                |
| В 2007 году в Ярославле был арестован серийный отравитель Вячеслав Соловьёв, отравивший более 10 человек, в том числе годовалого мальчика и собственную 14-летнюю дочь. Суд приговорил его к пожизненному лишению свободы. |                      |                  |
| «Леший» | 23 ноября 2009       | 1                |
| В 2004 году в Краснояружском районе Белгородской области была совершена серия убийств жителей деревень. Убийцей оказался местный житель-отшельник Александр Греба, ранее уже судимый за убийство. Суд приговорил его к пожизненному лишению свободы. |                      |                  |
| «Опасное кино» | 24 ноября 2009       | 1                |
| В марте 2005 года в Санкт-Петербурге был задержан байкер Сергей Прасолов по кличке «Пуля», насиловавший девочек и продававший порнографию собственного производства. Суд приговорил его к 19 годам лишения свободы. |                      |                  |
| «В тихом омуте» | 25 ноября 2009       | 1                |
| 25 сентября 2008 года в Нижегородском областном суде начался процесс над убийцами двух девочек — Владимиром Лобановым и Евгением Пеликсановым. Это дело не могли раскрыть в течение 7 лет. Оба убийцы были осуждены. |                      |                  |
| «Неолимпийский резерв» | 26 ноября 2009       | 1                |
| В 2007 году в Ульяновске была задержана банда шантажистов. Оказалось, что бандиты — известные спортсмены-каратисты. Все они были осуждены. |                      |                  |
| «Охота на „Прыгунов“» | 30 ноября 2009       | 1                |
| В 2000-е годы в Санкт-Петербурге была совершена серия разбойных нападений на отделения почтовой связи и банков. Бандиты с лёгкостью перепрыгивали через заборы и стеклянные перегородки. Бандой оказалась бывшая баскетбольная команда. Её члены были осуждены на сроки от 4 до 11 лет. |                      |                  |
| «Жестокий квартирант» | 1 и 2 декабря 2009   | 2                |
| Осенью 2006 года в Уфе был арестован серийный убийца Олег Заикин. Его искали в течение 9 лет по всей стране. Заикин совершил 9 убийств в разных городах России. Через месяц после ареста он повесился в камере СИЗО. |                      |                  |
| «Семейный подряд» | 3 декабря 2009       | 1                |
| В начале 2000-х годов в Нижнем Новгороде произошла серия убийств и грабежей. Их совершила банда братьев Абрамовых, вместе с ними участие принимали и Алиевы. Главарь банды и ещё один сообщник были приговорены к пожизненному лишению свободы, а остальные — к различным срокам до 25 лет. |                      |                  |
| «Банда архивариуса» | 7 и 8 декабря 2009   | 2                |
| В 2003 году в городе Гатчина Ленинградской области было совершено нападение на водителя такси. Оказалось, он стал невольным свидетелем нападения на инкассаторов, была похищена крупная сумма денег, один инкассатор был убит. Как выяснилось, бандой руководил сотрудник архива Сергей Свитайло. Суд приговорил его к пожизненному лишению свободы, а его сообщников — к различным срокам от 6 до 15 лет.                                                              |                      |                  |
| «Тайна красной машины» | 9 декабря 2009       | 1                |
| В 2004 году в Москве была задержана банда во главе с Юрием Логиным, участники которой похищали и насиловали девушек. Бандиты были осуждены. |                      |                  |
| «Заминированный город» | 10 декабря 2009      | 1                |
| В 1999 году в Москве, Буйнакске и Волгодонске чеченскими террористами были взорваны несколько жилых домов. В январе 2000 года попытки подобных терактов произошли в Армавире. Как выяснилось, за ними стоял глава городской милиции Виктор Карпенко. Суд приговорил его к 22 годам лишения свободы. |                      |                  |
| «Роковые метры» | 14 декабря 2009      | 1                |
| В 2007 году в программе «Экстренный вызов 112» были показаны кадры с места автокатастрофы, в которой погибли три человека. Как выяснилось, автокатастрофу подстроил находящийся в местах лишения свободы их родственник, желавший заполучить их квартиру. Ранее он был приговорён к 17 годам лишения свободы за убийство собственной матери. В результате новый срок по совокупности преступлений составил 25 лет лишения свободы.                                      |                      |                  |
| «Необузданный инстинкт» | 15 и 16 декабря 2009 | 2                |
| 2 сентября 2005 года в ОВД Пролетарского района Саранска пришли супруги Федякины с заявлением о пропаже их дочери. Вскоре последовали ещё два таких исчезновения. Все пропавшие были найдены убитыми. По обвинению в совершении убийств был арестован Дмитрий Балакин. Суд приговорил его к пожизненному лишению свободы. |                      |                  |
| «Пропавшие автовладельцы» | 17 и 21 декабря 2009 | 2                |
| 2 декабря 1998 года в милицию Новосибирска поступило заявление об исчезновении человека. Как вскоре выяснилось, его убили с целью похищения автомашины. Вскоре по городу прокатилась волна убийств владельцев автомобилей. Банда во главе с Владимиром Большинсковым, совершившая 12 убийств, была обезврежена. Её лидер был приговорён к пожизненному лишению свободы, а остальные участники — к различным срокам от 4 до 25 лет.                                      |                      |                  |
| «Идущий по пятам» | 22 декабря 2009      | 1                |
| В 2005 году в Жирновском районе Волгоградской области было совершено убийство девушки. Убийство совершил местный житель Алексей Старушенко. Суд приговорил его к 18 годам лишения свободы. |                      |                  |
| «Профессионалы» | 23 и 24 декабря 2009 | 2                |
| В сентябре 2000 года было совершено нападение на военный аэродром в посёлке Чкаловск Калининградской области. У убитого часового похитили оружие. Вскоре по всей области прокатилась волна нападений на часовых и охранников. Было убито 12 человек. Как выяснилось, все преступления совершили бывшие спецназовцы Артём Собкович и Алексей Спильник. Суд приговорил обоих к пожизненному лишению свободы, а их сообщника Павла Борисенко — к 10 годам лишения свободы. |                      |                  |
| «Игроки» | 28 и 29 декабря 2009 | 2                |
| 26 июля 2003 года на Большой Монетной улице в Санкт-Петербурге было совершено убийство трёх человек с целью ограбления. Убийство совершил стоматолог Леонид Золоторёв. Суд приговорил его к пожизненному лишению свободы, а его сообщников Цветкова и Минина — к 6 и 8 годам лишения свободы соответственно. |                      |                  |

### 2010 год
| Название выпуска | Дата выхода     | Количество серий |
| --- | --------------- | ---------------- |
| «Звериный взгляд» | 19 февраля 2010 | 1                |
| В 2006 году в Смоленске было совершено изнасилование беременной женщины. Вскоре произошло ещё несколько подобных преступлений. Сначала был задержан сообщник насильника Сергей Алексеев, а через полтора года был арестован основной разыскиваемый — Игорь Дёмин. Суд приговорил Алексеева к 6, а Дёмина — к 12 годам лишения свободы. |                 |                  |
| «Огненный капкан» | 27 февраля 2010 | 1                |
| 13 мая 2007 года в Оренбургской области, в городе Орск был совершён поджог кафе «Янтарное», в результате которого погибли 10 человек. Суд приговорил поджигателей Жакуна и Казакова к пожизненному лишению свободы. |                 |                  |
| «Клетка для „Слонов“» | 5 марта 2010    | 1                |
| 25 ноября 1993 года в Рязани произошла бандитская разборка, в результате которой погибли 8 человек. За этим преступлением стояла известная Слоновская ОПГ. В 2000 году её члены были осуждены, хотя её лидер Вячеслав Ермолов до сих пор скрывается.                                                                                   |                 |                  |

### 2011 год
| Название выпуска | Дата выхода         | Количество серий |
| --- | ------------------- | ---------------- |
| «Душегуб» | 5 марта 2011        | 1                |
| Колония для приговорённых к пожизненному лишению свободы — одно из самых мрачных и неприятных мест на земле. В ней строжайшая дисциплина. В таких колониях никто не улыбается и не шутит. Очутившиеся здесь знают, что на волю дороги у них нет. Однажды в ней появился арестант, который даже у старых уголовников вызывает отвращение и ужас. Весь мир его знает под прозвищем «Пологовский маньяк». |                     |                  |
| «Генотип зверя» | 11 марта 2011       | 1                |
| 19 марта 2007 года в Красноярске исчезла пятилетняя Полина Малькова. Через десять дней труп был обнаружен. Сложная экспертиза длилась около года, и, когда ДНК убийцы было установлено, был задержан ранее судимый Владимир Наумов. Суд приговорил его к пожизненному лишению свободы. |                     |                  |
| «Весёлые ребята» | 22 и 23 марта 2011  | 2                |
| В 2001 году в провинциальных районах России была зафиксирована серия мошенничеств, связанных с использованием поддельных векселей Сбербанка. Мошенники, доведшие до банкротства несколько фирм, были арестованы и осуждены на сроки от 4 до 11 лет. |                     |                  |
| «Машина для убийства» | 11 и 12 апреля 2011 | 2                |
| В конце 1990-х — начале 2000-х годов по западно-сибирскому региону России прокатилась волна жестоких нападений на водителей частных такси. Десятки людей были убиты или пропали без вести, их автомобили были похищены. Водители пропадали в Новосибирске, Томске, Красноярске. Преступления были с одной целью: завладеть транспортным средством потерпевшего и продать его на запчасти. Позже сыщикам удалось задержать подозреваемых в серии нападений на водителей частников — Николая Козленю и его подругу-соучастницу Анастасию Бобович. В ходе следствия стало ясно, что это не единственная криминальная группировка, действующая в западно-сибирском регионе. Сыщикам удалось выйти на ещё более кровожадную банду Сергея Орлова. Суд приговорил главаря банды к пожизненному лишению свободы, а её членов — к различным срокам до 25 лет. |                     |                  |
| «Дорога в ад» | 13 и 14 апреля 2011 | 2                |
| 8 ноября 2004 года в Кемерово была убита федеральный судья Кировского района Ольга Богданова и её отец. Дело вызвало огромный общественный резонанс. Бандитов удалось задержать через месяц, но за этот месяц они совершили ещё около десяти убийств. Это оказалась банда во главе с рецидивистом Вадимом Журавлёвым, бывшим подзащитным Богдановой в пору её работы адвокатом. Кроме него, в банду входили Павел Алексеев и Наталья Болдина. Журавлёва приговорили к пожизненному лишению свободы, Алексеева — к 25, Болдину — к 20 годам лишения свободы. |                     |                  |
| «Дело санитаров» | 21 и 22 апреля 2011 | 2                |
| 30 сентября 2001 года в Санкт-Петербурге на проспекте Культуры, 26, было совершено покушение на супругов Ефимовых, в результате которого был убит Сергей Ефимов, а его жена в тяжёлом состоянии доставлена в реанимацию. Незадолго до происшествия Сергей Ефимов уволился из городского патологоанатомического бюро, где работал в должности старшего санитара. В последнее время Сергей ходил сам не свой, утверждал, что его хотят убить, и был уверен, что это хочет сделать кто-то из его знакомых. За 3 дня до убийства он начал делать какие-то записи в свою тетрадь и говорил, что эти записи выступят гарантом его безопасности. Следователям предстояло распутать загадочную череду убийств и покушений и изобличить так называемую «банду санитаров».                                                                                     |                     |                  |

### 2012 год
| Название выпуска | Дата выхода        | Количество серий |
| --- | ------------------ | ---------------- |
| «Чёрная вдова» | 11 марта 2012      | 1                |
| 2008 год, город Новосибирск. В дежурную часть поступило сообщение, что в одном из домов частного сектора слышатся крики. Прибывшие на место сотрудники милиции обнаружили в доме труп мужчины с ножом в груди. В другой комнате была обнаружена окровавленная, но ещё живая молодая девушка. Милиционеры вызвали скорую помощь, которой предстояло побороться за жизнь потерпевшей. Заплаканная хозяйка дома Ирина Рыбалко сообщила, что раненая — её взрослая дочь Ольга, которая в результате ссоры зарезала своего отчима — мужа Ирины Николая Губина. Сыщики изучили биографию Ирины Рыбалко и выяснили, что 2 её предыдущих мужа также были убиты. А убивала их сама Ирина. Первое убийство она пыталась представить как результат самообороны. Благодаря наличию несовершеннолетней дочери, как смягчающему обстоятельству, суд приговорил Ирину к 4 годам лишения свободы, из которых она отсидела 3. Второе убийство Ирина пыталась приписать некоему другу её мужа, который якобы в момент преступления находился в квартире. Однако суду удалось доказать её вину и приговорить к 10 годам лишения свободы. По третьему убийству важные свидетельские показания дала выжившая Ольга Рыбалко. Она сообщила, что её мать убила Николая Губина, приревновав его к ней, а затем решила избавиться и от Ольги, к счастью, безуспешно. За третье убийство Ирина Рыбалко была приговорена к 15 годам лишения свободы. |                    |                  |
| «По кличке „Бешеный“» | 12 марта 2012      | 1                |
| В 2006 году житель села Умяк Павел Щербаков проснулся от стука в окно комнаты. Мужчина отдёрнул штору и увидел, что в его дворе стояла почти голая девушка. С её головы текла кровь, она умоляла о помощи. Несчастная девушка явно стала жертвой нападения. На её шее висели обрывки скотча, истекая кровью, девушка рассказала, что два часа назад на неё и жениха напали неизвестные. Позже выяснится, что это ограбление — только одно из многочисленных преступлений, совершённых безжалостной бандой во главе со сторожем социального приюта Вячеславом Бессчётновым по кличке «Бешеный». Суд приговорил главаря банды к 25 годам лишения свободы, а его сообщников — к различным срокам от 5 до 22 лет. |                    |                  |
| «Детектор лжи» | 13 марта 2012      | 1                |
| В середине 2000-х годов в Вологде произошла серия изнасилований и убийств девушек. Как выяснило следствие, преступления совершила банда, которую организовали Максим Вирин и Алексей Поляков. Поляков был приговорён к пожизненному лишению свободы, Парменов и Аленевский — к 22 и 7 годам лишения свободы соответственно, Шанаев получил условный срок, а Максим Вирин повесился в СИЗО. |                    |                  |
| «Дама с вуалью» | 14 марта 2012      | 1                |
| В 2007 году в Брянске поочерёдно исчезли 3 молодые девушки. Через несколько недель их тела обнаружил житель одной из деревень Брянской области. Все они были застрелены из охотничьего ружья. Оперативники организовали негласное наблюдение на похоронах убитых девушек и заметили, что каждый раз за процессом погребения внимательно наблюдала некая дама в чёрной вуали, подъезжавшая на чёрной «Волге». Её личность на всякий случай установили. Ею оказалась хозяйка интим-салонов Валентина Карташкова. Как выяснилось, все погибшие были проститутками и «работали» под её началом. В результате расследования оказалось, что Карташкова поставила своей целью взять под свой контроль весь рынок сексуальных услуг в Брянске, активно вовлекала в этот бизнес новых девушек и никогда не терпела возражений. Убитые захотели вернуться к нормальной жизни, чем подписали себе смертный приговор, который вынесла им Карташкова, а исполнил её муж Сергей. Брянский областной суд вынес преступникам свой приговор. Сергею Карташкову было назначено наказание в виде 24 лет лишения свободы, Валентине Карташковой — 22 года, а их сообщнику, крёстному отцу их ребёнка Вячеславу Морозову — 8 лет. |                    |                  |
| «Крысиная охота» | 15 марта 2012      | 1                |
| В январе 2005 года в одной из пригородных электричек Санкт-Петербурга обнаружили тело Рината Сайфутдинова с 22 ножевыми ранениями. Среди пропавших вещей был мобильный телефон, который позднее удалось найти у цыган-наркоторговцев. Цыгане признались, что мобильник получили от наркоманки Юлии Степановой в качестве оплаты за дозу. Найдя Степанову, оперативники вышли на след настоящего преступника. Им оказался её приятель Сергей Бобров, тоже наркоман со стажем. Суд приговорил его к 15 годам лишения свободы с отбыванием в колонии строгого режима. Цыгане были приговорены к срокам от 3 до 9 лет за торговлю героином. |                    |                  |
| «Чёрный маклер» | 16 марта 2012      | 1                |
| В 2001—2004 годах в Новороссийске и Краснодаре прокатилась серия убийств одиноких владельцев квартир. Во всех случаях свидетели упоминали некоего риэлтора по имени Павел. В результате «ловли на живца» во время встречи с новой предполагаемой жертвой были задержаны Павел Гончаров и Юрий Волабуев. Их сообщница Майстренко была приговорена к 5 годам лишения свободы по обвинению в одном эпизоде мошенничества. Её причастность к убийству потерпевшего доказать не удалось. Краснодарский краевой суд приговорил Юрия Волабуева к 8 годам лишения свободы, а Павла Гончарова — к пожизненному лишению свободы. |                    |                  |
| «Ребята с одного двора» | 19 и 20 марта 2012 | 2                |
| В мае 2003 года в Набережных Челнах пропали два руководителя ОАО «КамАЗ-Металлургия». По требованию похитителей предприятие перечислило деньги, но похищенные так и не вернулись. Уже летом того же года преступная группировка Эдуарда Тагирьянова, специализировавшаяся на подобных преступлениях, была задержана. Её лидер и трое его соучастников были приговорены к пожизненному лишению свободы. |                    |                  |
| «Пуля для инкассатора» | 21 марта 2012      | 1                |
| 20 марта 2007 года было совершено дерзкое нападение на инкассаторов, перевозивших зарплату сотрудников музея-заповедника Кижи, в результате которого была убита бухгалтер и похищено 1,5 миллиона рублей. В результате проведённых оперативно-следственных мероприятий преступники были найдены. Ими оказались бывший сержант милиции Олег Щеколдин и ранее судимые Дмитрий Космачёв и Александр Кондроев. Суд приговорил Космачёва к 21 году, Кондроева — к 12, Щеколдина — к 11 годам лишения свободы. |                    |                  |
| «Бандитский синдикат» | 22 марта 2012      | 1                |
| В 2002 году в Воронеже неизвестный среди бела дня открыл стрельбу из автомата по кафе, где отдыхали представители местной ОПГ. Спустя несколько недель в центре города расстреляли автомобиль, погибшим оказался Пшеницын — правая рука «смотрящего» по Воронежу вора в законе Олега Плотникова по кличке «Плотник». Также кто-то подложил бомбу в коттедж, принадлежавший матери «Плотника». Через месяц вор в законе и его люди попали под перекрёстный автоматный обстрел, в них бросили несколько гранат. Поставить точку в этой череде зверских преступлений сотрудникам милиции помог житель деревни Новая Усмань — отец известного воронежского бизнесмена, который подвергся чудовищным пыткам, но смог незаметно сбежать от вымогателей. Сотрудники уголовного розыска задержали троих участников банды на месте преступления. А спустя несколько часов удалось выйти и на главаря, которым оказался бывший спецназовец Александр Бражников по кличке «Матрос». За 11 убийств и 15 разбойных нападений лидер банды и его ближайший помощник Александр Некрасов были приговорены к пожизненному лишению свободы, а остальные участники группировки — к различным срокам от 9 до 23 лет. |                    |                  |
| «Вокзал для троих» | 23 марта 2012      | 1                |
| В июле 2009 года в Нижнем Новгороде по подозрению в убийствах и незаконном лишении свободы были задержаны трое преступников. Выяснилось, что двое из них, Евгений Сорокин и Юнир Карабаев, ранее привлекались к уголовной ответственности: один — за грабёж и развратные действия, другой — за убийство, но были признаны невменяемыми и отправлены на принудительное лечение. В психиатрической больнице у них созрел план — заманивать бездомных и беспризорных на дачный участок, эксплуатировать, подвергать жестоким пыткам и убивать. Их несовершеннолетний сообщник сам изначально был невольником, однако вступил в преступный сговор с Сорокиным и Карабаевым. Судебные психиатры признали всех подсудимых вменяемыми. Сорокин был приговорён к пожизненному лишению свободы, Карабаев — к 17 годам лишения свободы в колонии строгого режима, а их сообщник, признанный судом потерпевшим, — к 9 годам. |                    |                  |
| «Слепая любовь» | 28 марта 2012      | 1                |
| В 2004 году в городе Луга Ленинградской области бесследно исчезла многодетная мать Ирина Байкова, злоупотреблявшая спиртным. Один из милицейских осведомителей сообщил, что к этому преступлению причастен местный криминальный авторитет Егор Шинников по кличке «Мясник». Выяснилось, что у Шинникова были любовные отношения с Надеждой Байковой — старшей дочерью пропавшей, которая считала его своим единственным защитником и покровителем, но вскоре поняла, что Шинников — жестокий и опасный человек. Тогда она стала тайком собирать на него компромат. Когда Шинникова арестовали, то Надежда узнала от следователей всю правду. Оказывается, Шинников организовал мошенническую сделку с квартирой Ирины Байковой, продал её, а хозяйку выписал в старый развалившийся дом. Тогда обманутая Ирина украла у Шинникова все деньги, которые он получил от продажи квартиры. Разозлившись, Шинников приказал знакомым наркоманам похитить и убить Ирину. От исполнителей убийства Шинников тоже избавился, вручив им «в подарок» смертельную дозу наркотика. Когда Надежда узнала об обстоятельствах похищения и убийства своей матери, то предоставила на Шинникова весь накопленный компромат. Суд приговорил Егора Шинникова к 18 годам лишения свободы. |                    |                  |
| «Месть пасечника» | 29 марта 2012      | 1                |
| В 2003—2004 годах в Ставропольском крае произошло 4 странных, казалось бы безмотивных, преступления. Были застрелены предприниматель и 2 сотрудника правоохранительных органов. Единственный выживший, врач, навсегда остался инвалидом. В результате расследования было установлено, что все преступления совершил местный пасечник Александр Таран, который считал потерпевших причастными к смерти его дочери и сына. Суд приговорил его к 23 годам лишения свободы. |                    |                  |
| «По следам великана» | 30 марта 2012      | 1                |
| В 2002 году по Ростову-на-Дону прокатилась волна убийств коллекционеров, водителей, продавцов, совершённых с целью ограбления. Всего было убито 6 человек. Немногочисленные свидетели утверждали, что видели подозрительного мужчину очень высокого роста. Задержать преступника удалось лишь в 2008 году в Новочеркасске. Им оказался ранее судимый Сергей Лозовой. Ростовский областной суд приговорил его к пожизненному лишению свободы. |                    |                  |
| «Смертельная коллекция» | 4 апреля 2012      | 1                |
| В 2005 году в городе Соликамске Пермского края в центре города из пистолета Макарова была застрелена молодая женщина — Юлия Тюхтина. Выяснилось, что орудие преступления связано с целой цепочкой других загадочных убийств. С 1998 по 2004 год в городе было убито 6 человек. Все они являлись военнослужащими, сотрудниками правоохранительных органов или вневедомственной охраны. Во всех случаях у убитых похищалось оружие. Из одного из них и была застрелена Тюхтина, убийство которой странным образом выпадало из общей логики. Она не работала в силовых структурах и не имела при себе оружия. В декабре 2006 года преступник совершил ещё одно покушение на сотрудника милиции, инсценировав ограбление аптеки, но милиционер остался в живых. Преступником оказался Александр Геращенко — отставной начальник пожарной части и бывший спецназовец, который убивал ради кражи оружия, а Юлию Тюхтину застрелил из-за того, что 11 лет назад она отвергла его ухаживания. Александра Геращенко приговорили к пожизненному лишению свободы. |                    |                  |
| «Дикарь» | 5 апреля 2012      | 1                |
| В 2004 году в дачном посёлке около станции Сорокино Красноярского края произошло массовое убийство: погибли 5 девушек и пожилая женщина — хозяйка домовладения. Вскоре в Красноярском крае произошла целая серия жестоких убийств. Серийным убийцей оказался уроженец Таджикистана Абдуфатто Заманов. Причиной всех убийств были приступы ярости, охватывавшие Заманова по любому малозначительному поводу — замечание, критика, шутка. В 2006 году за убийство 14 человек Абдуфатто Заманова приговорили к 25 годам лишения свободы, но приговор был обжалован, а через 2 года серийный убийца был приговорён к пожизненному лишению свободы. |                    |                  |
| «Блондинка в Интернете» | 6 апреля 2012      | 1                |
| В 2008 году в коммунальной квартире Санкт-Петербурга было обнаружено тело мужчины, задушенного шнуром от утюга. Из комнаты убитого пропали все ценные вещи. Выяснилось, что задушенный мужчина был нетрадиционной сексуальной ориентации. В ночь убийства в одном из гей-клубов его видели в обществе неизвестного. Оперативникам удалось выйти на след подозреваемого в Интернете и установить его личность. Им оказался Роман Артёмов — уроженец Ростова-на-Дону, находившийся в федеральном розыске за кражу. Оперативники разместили в Интернете на сайте знакомств несколько фальшивых анкет красивых девушек. Артёмов заинтересовался одной из них, а затем назначил ей встречу. Так убийцу и задержали. За убийство и совершённые кражи преступник был приговорён к 11 годам лишения свободы в колонии строгого режима. |                    |                  |
| «Ночной извозчик» | 11 апреля 2012     | 1                |
| Екатеринбург, 2006 год. В городе объявился маньяк, который безжалостно расправлялся с женщинами. Следователям удалось найти пропавший телефон одной из убитых и задержать нового владельца, который сообщил, что несколько дней назад ему продал телефон родственник Роман Замулин, который служит водителем в секретной военной части. Замулина задержали на рабочем месте. В его квартире были найдены вещи, принадлежащие погибшим женщинам. Роман Замулин признался в преступлениях и рассказал, что после того, как его бросила девушка, решил мстить всему женскому роду. За убийство 6 человек суд приговорил Романа Замулина к пожизненному лишению свободы. |                    |                  |
| «Абонент мёртв» | 12 апреля 2012     | 1                |
| Самара, 2007 год. В милицию обратился мужчина с заявлением о пропаже своей жены Ольги Кузнецовой и всех её родственников — сестры Евгении, племянницы Насти и родителей. Муж Евгении Руслан Бабаев сообщил, что Евгения скрывается от кредиторов, поэтому тайно покинула город вместе с семьёй. В Саратовской области был найден брошенный автомобиль Ольги Кузнецовой, но никаких следов пропавших не было. Руслан Бабаев получил SMS-сообщение от своей жены Евгении, в котором сообщалось, что семья скрывается в Саратовской области. По запросу сотовому оператору сыщики выяснили, что сообщение отправлено не из Саратовской области, а из Самары. Бабаева вызвали на допрос, где он признался, что кредитор Евгении, криминальный авторитет Наиль, выследил женщину и убил её. Наиля задержали, но выяснилось, что он законопослушный гражданин и к гибели Евгении и её семьи не имеет отношения. В это время в гараже Бабаева провели обыск и нашли замурованные в смотровой яме трупы пропавших людей. Оказалось, что ранее судимый Руслан Бабаев имел большие долги и решил продать квартиру жены, чтобы расплатиться, поэтому и расправился с женщиной и её дочерью. А чтобы на наследство не претендовали её родственники, он убил и их. Самарский областной суд приговорил Руслана Бабаева к пожизненному лишению свободы.                                                                                 |                    |                  |
| «Волчья стая» | 13 апреля 2012     | 1                |
| В 2002—2003 годах в Твери и области произошла серия убийств. Все погибшие принадлежали к криминальным кругам, среди них были и авторитеты, и рядовые участники преступных группировок. В 2004—2006 годах стали погибать уже крупные тверские бизнесмены. Задокументировать доказательства, убедить свидетелей дать показания и собрать неоспоримые улики удалось лишь в конце 2007 года. На скамье подсудимых оказались 6 местных жителей, которые именовали себя «тверскими волками». За 14 убийств главаря банды Александра Осипова и двух основных киллеров Александра Агеева и Дмитрия Баскакова приговорили к пожизненному лишению свободы, ещё один бандит получил 21 год заключения, другой — 3 года, шестой участник банды — условный срок. |                    |                  |
| «Старьёвщик» | 18 апреля 2012     | 1                |
| В 2007 году на окраине Самары обнаружили обглоданный собаками человеческий череп. Подобная ужасающая находка была далеко не единственной. Первой жертвой серийного убийцы стал Андрей Орешкин, о пропаже которого в правоохранительные органы заявила его жена. Позднее было совершено ещё 5 убийств. Убийцей оказался Сергей Кузнецов, ранее проходивший принудительное лечение за покушение на убийство. Экспертиза и на этот раз признала его невменяемым и снова направила на принудительное лечение. |                    |                  |
| «Переезд на тот свет» | 19 апреля 2012     | 1                |
| В 2006 году в Оренбурге бесследно исчезли 6 человек — члены одной семьи. Вскоре на крыльцо одного из домов в селе Подгорная Покровка была подброшена новорождённая девочка — дочь одной из пропавших. Но никаких следов остальных 5 членов семьи найти не удалось. Свидетели сообщили, что видели в ту ночь в селе незнакомый автомобиль «Ока». Подозрение пало на одного из пропавших — ранее судимого Сергея Стренина. Но доказательств не было. Через некоторое время в квартире пропавших были задержаны подозрительные люди. Ими оказались Геннадий и Тюлеген Хаббасовы, которые заявили, что пришли к Стренину, который должен был им деньги, но им ничего известно об исчезновении Сергея и его родственников. За Хаббасовыми установили наблюдение и выяснили, что у них есть ещё 2 брата — Алексей и Сергей. Также Тюлеген владел автомобилем «Ока». Все братья были задержаны, после чего признались не только в инкриминируемом им преступлении, но и в убийстве ещё одной семьи в 2005 году. Все преступления совершались с целью завладения недвижимостью убитых. Суд приговорил Сергея Хаббасова к 20 годам лишения свободы, а Геннадия, Алексея и Тюлегена Хаббасовых — к пожизненному лишению свободы. |                    |                  |
| «Чёрный князь» | 20 апреля 2012     | 1                |
| По территории Нижегородской области прокатилась серия убийств: с 2007 по 2008 годы было убито 13 человек. Как позже выяснило следствие, эти преступления совершил сектант Владимир Гурьянов. Суд приговорил его к пожизненному лишению свободы, а его сообщницу Эльвиру Егорычеву — к 19 годам лишения свободы. |                    |                  |
| «Героиновый рейс» | 23 апреля 2012     | 1                |
| В 2008 году в Петрозаводске была раскрыт канал поставки наркотиков из Санкт-Петербурга в одну из мурманских колоний. Жительница Петрозаводска Альбина Войкова по переписке познакомилась с заключённым Аркадием Иткиным, который, используя романтические чувства Альбины, склонил её к преступной деятельности. Суд приговорил Альбину Войкову к 5 годам лишения свободы. Вину Аркадия Иткина доказать не удалось. |                    |                  |
| «Слабое звено» | 24 апреля 2012     | 1                |
| В 2002—2003 годах в Казани были убиты 2 криминальных авторитета и заместитель директора ликёро-водочного завода. Банда киллеров была арестована. В неё входили два человека: «координатор» Александр Никитин и непосредственный исполнитель убийств Вадим Рузбакиев. Никитин был приговорён к 20 годам лишения свободы, Рузбакиев — к 18. |                    |                  |
| «Поездка ценою в жизнь» | 25 апреля 2012     | 1                |
| В 2006 году в Бирске началась серия убийств и изнасилований девушек. Всего было совершено 4 убийства и 5 изнасилований. Одна из изнасилованных девушек, Татьяна Кузнецова, была без сознания брошена в лесу и умерла от переохлаждения. Маньяком оказался владелец автосервиса Олег Чижов. Суд приговорил его к 22,5 годам лишения свободы, а его сообщников Романа Миндибаева и Рудика Минибаева, принимавших участие в изнасиловании Татьяны Кузнецовой, которое привело к её гибели, — к 8,5 годам лишения свободы. |                    |                  |
| «Бритоголовые» | 26 апреля 2012     | 1                |
| Серия рассказывает про банду скинхедов, которая действовала в Москве, начиная с 21 августа 2006 года. Лидерами группировки были приехавший из Екатеринбурга и поступивший на первый курс Московского художественного училища прикладного искусства Артур Рыно и его приятель — окончивший школу с золотой медалью второкурсник Российского университета физкультуры Павел Скачевский. Именно они сколотили группировку для убийств кавказцев и выходцев из Средней Азии, которые, как они считали, «заполонили столицу». Рыно утверждал, что с августа 2006 года он убил 37 человек, из них около 20 со Скачевским. Суд приговорил Рыно и Скачевского к 10 годам лишения свободы ввиду их несовершеннолетия. Судья Мосгорсуда Эдуард Чувашов, вынесший приговор, был убит 12 апреля 2010 года. Многие считают, что преступление было связано именно с этим громким делом, хотя само убийство так и не раскрыто по сей день. |                    |                  |
| «История болезни» | 27 апреля 2012     | 1                |
| В конце 2006 года в Люберцах началась серия изнасилований женщин. Попытки поймать преступника «на живца» успехов не приносили. В результате серийный насильник был задержан после неудачного нападения случайными прохожими. Им оказался бармен Иван Осадчий. Суд приговорил его к 10 годам лишения свободы. |                    |                  |
| «Заклятый друг» | 28 апреля 2012     | 1                |
| В 2003 году в городе Сибай в своей квартире был застрелен прокурор Ханиф Валеев. В результате расследования выяснилось, что заказчиком этого убийства был лучший друг Валеева — начальник ГИБДД Нуриахмет Калымов. Суд приговорил его к 14,5 годам лишения свободы, а двоих исполнителей убийства — к 16 и 13 годам. |                    |                  |
| «Опиум для врача» | 2 мая 2012         | 1                |
| В 2001 году в Санкт-Петербурге были убиты двое наркоторговцев. Через некоторое время в милицию добровольно явился врач-реаниматолог Александр Кирзаян и признался в совершении этих убийств. Выяснилось, что однажды он спас от передозировки проститутку Римму Петрову. Между молодыми людьми начались любовные отношения. Кирзаян захотел избавить Петрову от наркозависимости, для чего сам начал принимать наркотики, чтобы доказать возлюбленной, что от них можно отказаться. В результате врач стал наркозависимым и ради наркотиков совершал кражи и грабежи. Убийства спровоцировал муж Риммы — наркоторговец Алексей Петров. Он сказал Александру, что наркоторговцы охотятся за Риммой, которая им якобы задолжала. На самом деле он хотел устранить конкурентов. Кирзаян и Петров совместно совершили оба убийства, Петрова помогала выносить из квартир наркоторговцев ценные вещи. Кирзаян добровольно сознался в совершении всех преступлений, чтобы в колонию отправили и Петрову. Он надеялся, что там ей удастся избавиться от наркозависимости. Но Петрову суд приговорил к 3 годам лишения свободы условно, после чего она снова стала принимать наркотики и заниматься проституцией. А Кирзаян и Петров были приговорены к 20 и 16 годам лишения свободы соответственно. |                    |                  |
| «Лишняя родня» | 3 мая 2012         | 1                |
| В 2007 году в Краснодаре в милицию поступило заявление от Елены Стрельцовой о пропаже её сестры-инвалида и пожилых родителей. Как и предполагало следствие, родители и сестра потерпевшей были убиты. Убийцей оказался муж потерпевшей Евгений Стрельцов, который преследовал цель завладеть жилой площадью погибших. В результате убийца был приговорён к 19 годам лишения свободы. |                    |                  |
| «Удар в спину» | 4 мая 2012         | 1                |
| В 2008 году в Санкт-Петербурге в милицию поступило заявление об исчезновении студента Александра Каюмова. В ходе расследования было выяснено, что 2 лучших друга Александра, Дмитрий Карлагин и Сергей Смолин, убили его и закопали на пустыре. Суд приговорил Карлагина и Смолина к 12 и 15 годам лишения свободы соответственно. |                    |                  |
| «Опасные попутчики» | 10 мая 2012        | 1                |
| В 2000-е годы на трассах в Нижегородской области похищения и убийства дальнобойщиков приобрели невиданный размах — счёт погибшим пошёл на десятки. У всех водителей были раны от мелкокалиберного оружия, добивали жертв контрольным выстрелом в голову. Оказалось, что все преступления совершили их коллеги — такие же водители. Приехав на своих грузовиках на стоянку дальнобойщиков, они знакомились с будущей жертвой. После приглашали на дружеский пикник в безлюдном месте и там внезапно нападали. Затем, почувствовав безнаказанность, водители-убийцы решили стать профессиональными киллерами. В 2010 году участники группировки были приговорены к различным срокам лишения свободы: Александр Ларин и Дмитрий Мазжеров — к 19,5 годам, основной киллер Николай Регула — к 19 годам и 9 месяцам, заказчик двух убийств Кукури Квернадзе — к 15 годам. А лидер банды Сергей Маслов, которому грозило пожизненное лишение свободы, скончался в СИЗО от сердечного приступа. |                    |                  |
| «Смерть на обочине» | 11 мая 2012        | 1                |
| В 2004 году на территории Приморского края орудовала банда, убивавшая автовладельцев. После задержания шайки было установлено, что за убийствами 5 человек стоит банда во главе с работником ГИБДД Александром Царенко. Организатор группировки был приговорён к пожизненному лишению свободы, а его сообщники Роман Шкляр и Андрей Иванюта — к 27,5 годам и 18 годам и 9 месяцам лишения свободы соответственно. |                    |                  |
| «Дорога в один конец» | 12 мая 2012        | 1                |
| В 2006 году в Астрахани поочерёдно пропали трое таксистов. Вскоре были найдены их тела. Судя по всему, убийства совершались с целью ограбления. Удалось найти похищенный мобильный телефон одного из убитых и задержать нового владельца, которым также оказался таксист. Но задержанный уверял, что телефон ему дали пассажиры в счёт оплаты за проезд. Двое мужчин попросили отвезти их в район карьеров, там один из них постоял, а потом поехали обратно. Водитель так и не понял цель поездки. У сыщиков появились подробные приметы разыскиваемых. Позже в автомастерской была найдена машина одного из убитых. Вскоре там появились мужчины, подходящие под описание убийц. Задержанными оказались ранее судимые Вячеслав Кулишев и Ренат Шакушев. Также выяснилось, что в мастерскую они приехали на автомобиле, похищенном у четвёртой жертвы. Таксист-свидетель, получивший телефон одного из убитых, тоже должен был стать жертвой, но во время остановки он вышел из машины, поэтому внезапно накинуть ему верёвку на шею не удалось. Кулишев был приговорён к 26 годам лишения свободы, Шакушев — к 24, их сообщники, которые реализовали похищенные машины, — к 6,5 и 3 годам. |                    |                  |

### Никогда не выходившие в эфир
| Название выпуска | Дата выхода | Количество серий |
| --- | ----------- | ---------------- |
| «Неуловимый левша» | —           | 1                |
| В 2004 году по Курской области прокатилась волна разбойных нападений на пенсионеров. Один из налётов закончился двойным убийством. Преступником оказался ранее судимый местный житель Игорь Симонов. Суд приговорил его к 23 годам лишения свободы. |             |                  |
| «Счастье на крови» | —           | 1                |
| В 1999 году в Казани в своей квартире был застрелен Валерий Васьков, а вскоре похищена его жена Наталья. В результате расследования оказалось, что Валерий был убит по заказу любовника его жены Валериана Юрусова, а похищение спланировали и осуществили непосредственный исполнитель убийства Сергей Фёдоров и его сообщник Анатолий Михайлов. Суд приговорил Фёдорова к 21, а Михайлова и Юрусова — к 3 годам лишения свободы. |             |                  |

## Выпуски телепередачи «Криминальная Россия. Развязка» («ТВ Центр»)

### 2014 год
| Название выпуска | Дата выхода     | Количество серий |
| --- | --------------- | ---------------- |
| «Голые мертвецы» | 3 апреля 2014   | 1                |
| В городе Вятские Поляны Кировской области произошла серия загадочных убийств. На обочинах дорог и в перелесках находили трупы раздетых людей со следами пыток и отравлений. Выяснилось, что расправился с несчастными серийный убийца и рабовладелец Александр Комин. Суд приговорил его к пожизненному лишению свободы, но Комин покончил с собой до отправки в колонию. Его сообщник Александр Михеев был приговорён к 20 годам лишения свободы. |                 |                  |
| «Чёрный полковник» | 10 апреля 2014  | 1                |
| В 2005 году в Астрахани стали происходить загадочные преступления. Сначала было совершено вооружённое нападение на местного казачьего атамана Вячеслава Белоненко, после чего тяжелораненого добили прямо в больнице. Далее произошли многочисленные убийства криминальных авторитетов, бизнесменов и адвокатов. Выяснилось, что за всеми преступлениями стоит начальник Астраханского УБОПа Ринат Салехов. Суд приговорил его к пожизненному лишению свободы. |                 |                  |
| «Багровая охота» | 17 апреля 2014  | 1                |
| В городе Белинский Пензенской области стали исчезать люди. Спустя несколько месяцев расчленённые останки пропавших кто-то подбросил к зданию суда. Следствие выяснило, что серию зверских убийств совершил студент педагогического колледжа Александр Бычков, который был приговорён к пожизненному лишению свободы. |                 |                  |
| «Кровавое золото» | 24 апреля 2014  | 1                |
| В 1990-х годах в городе Касимов Рязанской области развернулась одна из крупнейших криминальных войн в истории России за контроль над местным золотоперерабатывающим заводом. Местных жителей убивали десятками. «Золотой король» Виталий Курбатов организовал хищение более 800 кг драгметалла с касимовского завода. Курбатов дал интервью, находясь в колонии для пожизненно осуждённых, в котором рассказал о тех событиях. |                 |                  |
| «Глоток смерти» | 15 мая 2014     | 1                |
| В Московской области произошла серия загадочных убийств в электричках. Мёртвых пассажиров стали находить десятками. Первоначально считалось, что все они умерли от сердечных приступов, но позже установили, что причиной смерти было отравление. Выяснилось, что отравитель подмешивал попутчикам в пиво сильнейшее лекарство, после чего забирал все ценности. Суд приговорил преступника к 22 годам лишения свободы. |                 |                  |
| «Крёстный отец» | 22 мая 2014     | 1                |
| В середине 1990-х годов Казань потрясла серия взрывов и заказных убийств. Так главарь преступного сообщества «Жилка» Хайдар Закиров по кличке «Хайдер» начал устанавливать свою власть в столице Татарстана. Он решил устранить или подчинить все остальные казанские группировки. Однако лидеры «Севастопольских» ответили яростным сопротивлением. В ходе невиданного бандитского противостояния погибло почти 200 человек, ещё столько же были ранены. Штатный киллер преступного сообщества «Жилка» Алексей Снежинский в интервью рассказал о тех событиях.                                               |                 |                  |
| «Кто убил Япончика?» | 28 октября 2014 | 1                |
| Вячеслав Иваньков по кличке «Япончик» — вор в законе, представитель криминального мира, который получил мировую известность. Его осудили в США. После экстрадиции на родину российский суд присяжных его оправдал. А в 2009 году Иваньков был убит при таинственных обстоятельствах. |                 |                  |
| «По прозвищу Ленин» | 11 ноября 2014  | 1                |
| В 1995 году в Ростовской области произошла серия зверских убийств. За 2 месяца было убито 8 человек. Серийным убийцей оказался Владимир Муханкин, который хотел превзойти Чикатило. Суд приговорил его к смертной казни, заменённой на пожизненное лишение свободы. |                 |                  |
| «Александр Солоник. Влюблённый киллер» | 18 ноября 2014  | 1                |
| Александра Солоника называли киллером номер один. На его счету были убийства известных криминальных авторитетов и воров в законе. Но настоящую «славу» Солонику принесли его побеги: сначала из зала суда, потом из колонии через канализацию и, наконец, из знаменитой «Матросской тишины». Его преступный путь закончился в Греции, где Солоник был жестоко убит вместе со своей любовницей — фотомоделью Светланой Котовой. Долгое время оставалось загадкой, кто смог уничтожить профессионального киллера. И лишь сегодня стали известны удивительные подробности этой многолетней криминальной истории. |                 |                  |
| «Доктор „Смерть“» | 25 ноября 2014  | 1                |
| В 1997—2000 годах в Санкт-Петербурге произошло несколько десятков ограблений пожилых людей, некоторые из них закончились убийствами. Выяснилось, что все убитые стали жертвами врача, приходившего к ним в квартиры. Серийным убийцей оказался Максим Петров. Он был приговорён к пожизненному лишению свободы и умер в колонии «Белый Лебедь», но незадолго до смерти успел дать интервью. |                 |                  |